# SlutWalk
SlutWalk (de l'anglès, marxa de les putes) és un moviment mundial de marxes de protesta que demana el cessament de la cultura de la violació, incloent-hi el culpabilitzar i titllar de prostituta les víctimes d'una agressió sexual. Concretament, les participants protesten per l'explicació o l'excusa que «es pot violar una dona només per la seva aparença o forma de vestir». Les marxes es van iniciar el 3 d'abril de 2011 a Toronto a l'estat d'Ontario al Canadà, després que un oficial de la policia de Toronto va suggerir que «les dones haurien d'evitar vestir-se com a putes» com a precaució contra la violència sexual. Les marxes posteriors s'han produït arreu del món.
La protesta té la forma d'una marxa, principalment formada per dones joves, on algunes es vesteixen com a «putes», amb un vestit provocatiu com faldilles curtes, mitges de xarxa i tops. Habitualment, en diverses Slutwalks d'arreu del món hi ha trobades i tallers d'oradors, música en directe, sessions d'inscripció, prospectes, micròfons oberts, cant, dansa, arts marcials i recepcions o festes amb refrescs. En moltes de les manifestacions i en línia, les dones parlen públicament per primera vegada sobre la seva identitat com a dones violades.
S'ha qüestionat la ideologia del moviment i es critica la seva metodologia.

## L'origen del moviment

### L'oficial Michael Sanguinetti
El 24 de gener de 2011, l'oficial de la Policia de Toronto Michael Sanguinetti i un altre oficial de la 31a divisió van parlar sobre la prevenció dels delictes, abordant el tema de la violació al campus de la universitat en un fòrum de seguretat de la Universitat de York, a l'Osgoode Hall Law School. Durant la xerrada, Sanguinetti va interrompre l'altre oficial i va dir: «M'han dit que se suposa que ho hauria de dir això, però, les dones haurien d'evitar vestir-se de puta per no ser víctimes».

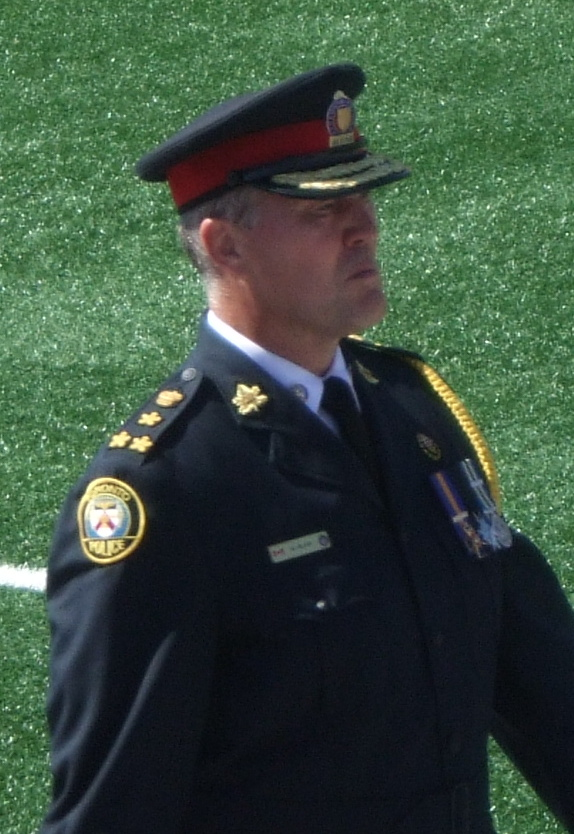
William Sterling «Bill» Blair, cap de la policia de Toronto en el moment dels fets

Després que un article informés sobre la situació i que rebés l'atenció internacional, Sanguinetti es va disculpar pel comentari dient: 
| « | Vaig fer un comentari mal pensat i no reflectia el compromís del Servei de Policia de Toronto amb les víctimes d'agressions sexuals. Els delictes violents com la violació poden tenir un efecte traumatitzant a les seves víctimes ... El meu comentari va ser perjudicial en aquest sentit. Em sento avergonyit pel comentari que he fet i no es repetirà. | » |

La disculpa va ser adjuntada a un correu electrònic distribuït a la comunitat d'Osgoode per la degana de la facultat de Dret, Lorne Sossin, que va dir que se'ls va dir que l'oficial «està disciplinat i ens proporcionarà una formació professional més gran».
Les cofundadores del moviment, Sonya Barnett i Heather Jarvis, van decidir redefinir la paraula «puta» com «algú que té el control de la seva pròpia sexualitat», per recuperar la paraula puta com un lloc de poder per a les dones. Observen que històricament, «puta» ha tingut connotacions negatives, i que el seu objectiu és recuperar el terme. El seu lloc web afirma:
| « | Estem cansades d'estar oprimides per ser titllades de putes, de ser jutjades per la nostra sexualitat i, com a resultat, sentir-nos insegures. Estar a càrrec de les nostres vides sexuals no ha de significar que ens estem obrint a una expectativa de violència, independentment de si participem en el sexe per plaer o per feina. Ningú no ha d'equiparar el gaudiment del sexe amb la violència sexual. | » |

Barnett va considerar que no n'hi havia prou amb la disculpa, ja que la idea estereotipada de l'oficial encara existeix a la societat. «El comentari que va fer l'oficial Sanguinetti prové d'un lloc on els perfils sexuals i culpabilitzar a les víctimes són inherents i un gran tret, i ens agradaria que això canviï», va dir Barnett, «no es tracta només d'una idea o d'un agent de policia qui practica el culpabilitzar a les víctimes, es tracta de canviar el sistema i de fer alguna cosa constructiu amb ràbia i frustració».
La portaveu de la policia de Toronto, Meaghan Gray, va dir que advertir les dones sobre la seva forma de vestir no forma part de cap entrenament policial. «De fet, això és completament contradictori amb els oficials», va dir. «S'ensenya que res que faci una dona contribueix a una violació». El cap de la policia de Toronto, Bill Blair, també va parlar sobre el tema: «Si aquest tipus de pensament arcaic francament encara existeix entre els meus oficials, em posa de manifest la necessitat de continuar entrenant als meus oficials i sensibilitzar-los davant la realitat de la victimització». La declaració de Sanguinetti, segons Blair, pretén «culpabilitzar a les víctimes, i això mai s'hauria de fer».
Rosemary Gartner, una criminòlega de la Universitat de Toronto, va dir que relacionar l'estil de vestir amb l'assalt sexual és «ridícul», i «si aquest fos el cas, no hi haurà violacions de dones que usin vels i sabem que hi ha violacions en aquests països». Darshika Selvasivam, vicepresidenta de la Federació d'Estudiants de York, va dir que va trobar l'ús de la paraula «extremadament alarmant». La vinculació de la roba provocativa amb la violació «és un gran mite» i tot el que fa és «culpabilitzar a la supervivent d'una violació mentre s'empara l'autor», va dir. Un portaveu de la universitat també va dir que l'escola «es va sorprendre» pel comentari, tot i que té una bona relació i col·laboració amb la policia.
| «                             | Es segur que aquest comentari de l'aplicació de la llei és altament ofensiu al suggerir que algunes de les víctimes d'una violació són responsables dels actes criminals dels seus atacants. En comptes d'advertir a les dones que es vesteixin d'una manera determinada, la policia ha d'advertir als potencials delinqüents que haurien d'evitar atacar a les dones per no anar a la presó. | » |
| — Gail Dines i Wendy J Murphy | |   |

### El jutge Robert Dewar
L'organitzadora del Slutwalk, Sonya Barnett, va elegir el cas del jutge Robert Dewar com una de les raons principals per crear el moviment, i es va convertir també en la causa principal del Slutwalk a Winnipeg, Manitoba (Canadà).
El 18 de febrer de 2011, el jutge Robert Dewar va condemnar a Kenneth Rhodes, un resident de Thompson que treballava per a l'ajuntament, per agressió sexual i el va condemnar a arrest domiciliari durant dos anys. Dewar va descriure a Rhodes com un «Don Joan maldestre» que tenia la creença errònia que «el sexe estava en l'aire» i es produïa un «augment de l'expectativa» del sexe. Rhodes va dir que la víctima i una amiga estaven vestides amb top i sabates de talons alts quan es van trobar amb ell i un altre home fora d'un bar «i li va donar a conèixer públicament que volia festejar». El tribunal de Winnipeg va saber que la víctima s'havia desplaçat voluntàriament amb Rhodes i el va besar. Però després de rebutjar-lo tres vegades, la va violar al costat de la carretera una vegada que estaven sols. Rhodes va admetre que va dir a la dona que «només li faria mal durant un moment» durant l'agressió. Rhodes es va declarar no culpable afirmant que pensava que la dona li havia consentit practicar sexe. Dewar va rebutjar la seva defensa, però va dir que es podria considerar alguns aspectes per la sentència. Els fiscals havien demanat una condemna de tres anys, però Dewar va dictar a Rhodes una sentència condicional o suspesa, i li va ordenar que escrigués una carta de perdó a la seva víctima. Als polítics de tots els partits es van unir els grups estudiantils, feministes, i els que treballen amb víctimes de violació quan es van assabentar de la sentència.
La professora de política de la Universitat de Winnipeg, Shannon Sampert, va dir que aquest és el dany col·lateral que es produeix quan es tenen jutges mal entrenats en el sistema. «La víctima en aquest cas torna a reviure les seves experiències una vegada més en un nou judici, sense l'esperança que el jutge tingui una formació de sensibilitat de gènere», va dir Sampert. Va dir que les enquestes mostraven repetidament que una de les raons principals que les dones no denuncien la violació és causa de la por de ser de nou la víctima per la justícia.
El 25 de febrer, prop de 100 persones es van reunir per demanar la dimissió del jutge Robert Dewar. «Aquestes declaracions de Dewar estan reforçant el mite del consentiment implícit i el mite que una víctima d'una agressió sexual és en última instància responsable de la seva pròpia victimització», va dir Alanna Makinson de la Federació Canadenca d'Estudiants, durant la protesta. Tot i que això no era part de Slutwalk, la primera Slutwalk a Toronto el 3 d'abril de 2011 va donar a aquest cas la difusió nacional a Canadà.
El 16 d'octubre, va tenir lloc a Winnipeg una Slutwalk per reiterar la protesta contra el jutge.
El 9 de novembre, el jutge Dewar es va disculpar oficialment. Segons el consell judicial, Dewar va dir que volia «expressar la meva disculpa inequívoca (a la víctima) pel dolor que ha hagut de partir pels meus comentaris. Algunes de les cartes de queixes, de persones que han treballat directament amb víctimes passades, han assenyalat que alguns dels meus comentaris també han sigut traumàtics per a elles. També ho lamento molt».
El cap de justícia d'Alberta, Neil Wittmann, que va examinar les queixes contra Dewar, va dir que els comentaris de Dewar «van mostrar una clara falta de sensibilitat davant les víctimes d'agressió sexual», però no mereixen la seva dimissió. Segons el consell judicial, Dewar s'ha reunit amb un expert en «igualtat de gènere» i «vol aconseguir un major desenvolupament professional en aquesta àrea com a part del seu compromís de convertir-se en un jutge millor».
Més tard, el tribunal d'apel·lació de Manitoba va anul·lar la condemna de Rhodes i va ordenar establir un nou judici. El tribunal d'apel·lació va dictaminar que Dewar no valorava correctament la credibilitat de l'acusat i de la suposada víctima quan va emetre seu veredicte. Rhodes va ser sentenciat a tres anys de presó el 2013.

## La primera marxa i el consegüent creixement

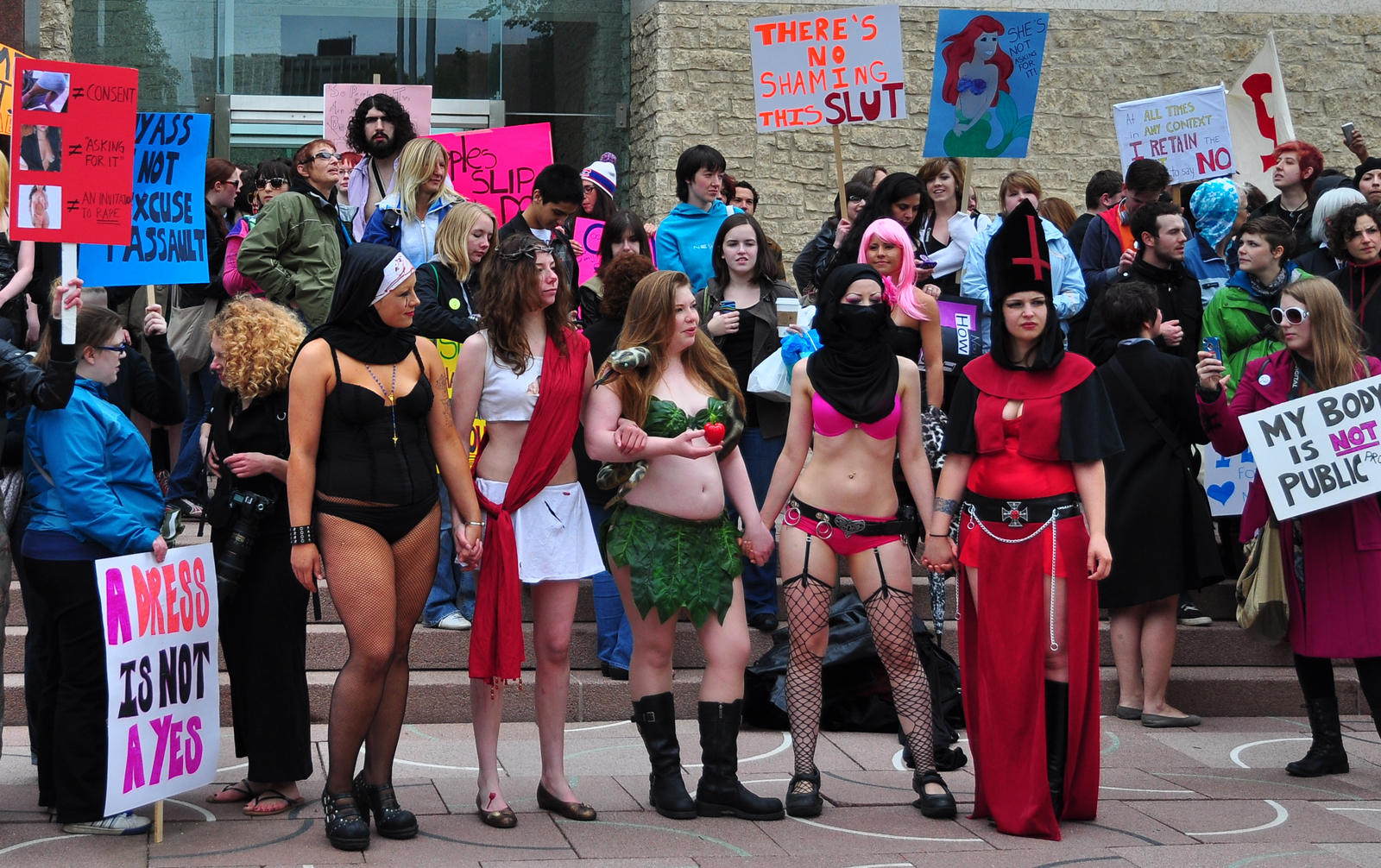
SlutWalker a Alberta, 2011

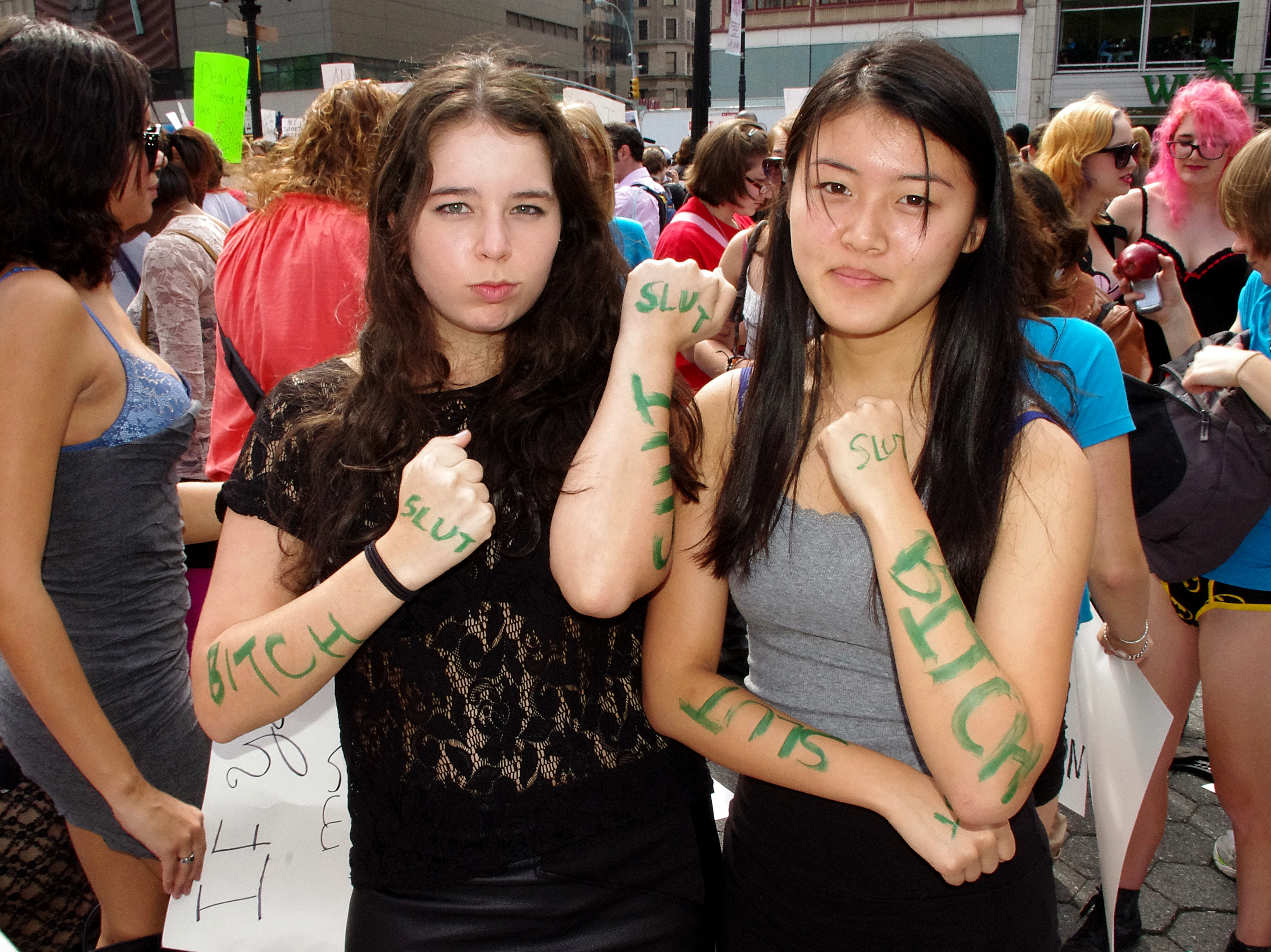
SlutWalker a Nova York, 2011

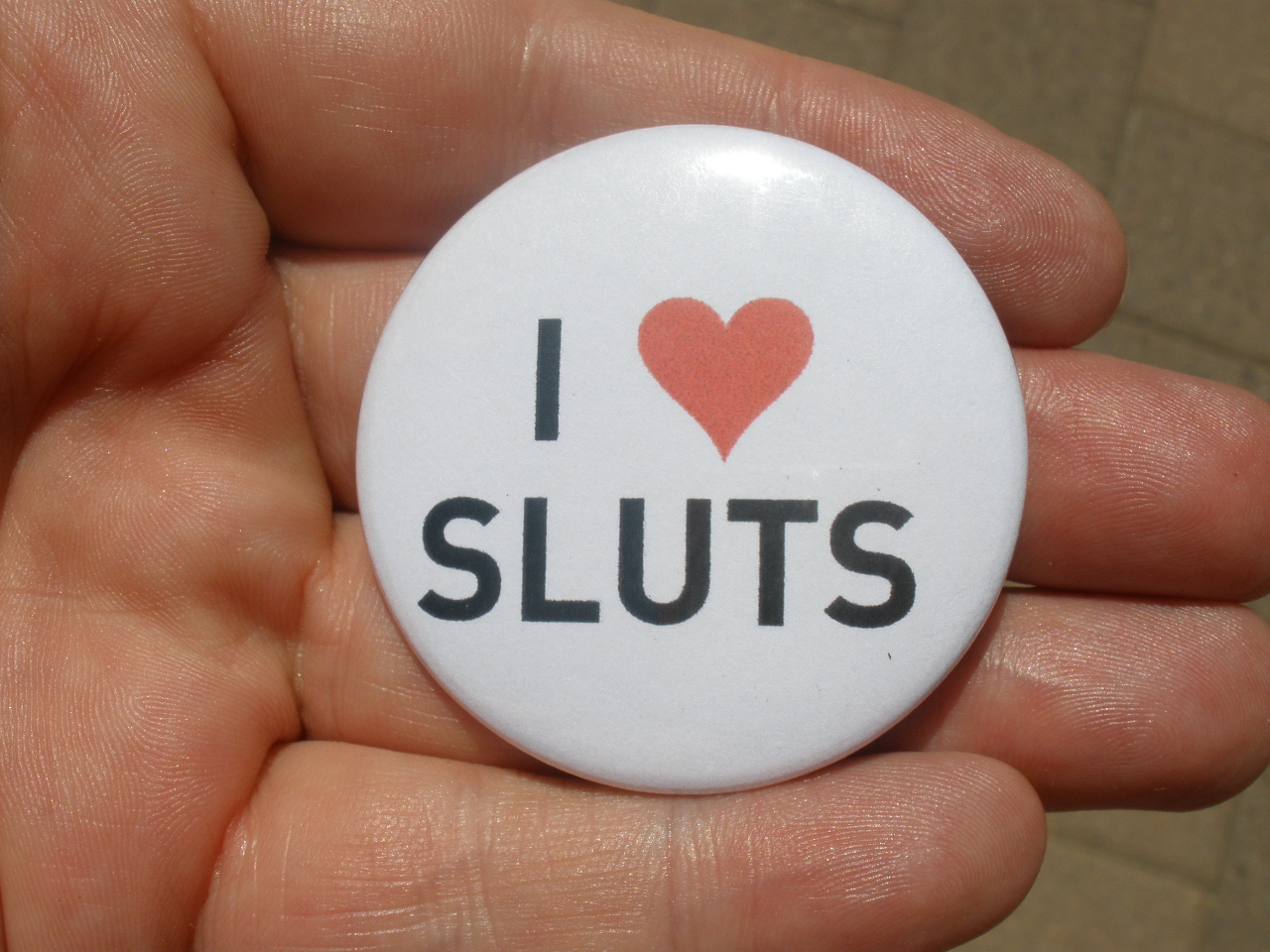
«I love sluts» (estimo les putes). Insignia al SlutWalker a Denver, 2011

La primera Slutwalk es va organitzar a Toronto el 3 d'abril de 2011. Tot i que els organitzadors esperaven que apareguessin al voltant de 200 persones, més de 3.000 es van reunir a Queen's Park. «Volem que els Serveis de Policia realment es posin darrere de la idea que culpabilitzar a les víctimes, el titllar de prostitutes a les dones i considerar-les objectes sexuals mai són acceptables. […] La idea que una puta és una persona inferior i que mereix l'agressió sexual no és exclusiva de la policia. Els mitjans de comunicació també han de tenir aquesta idea», va explicar Sonya Barnett. El dia va començar amb els discursos abans de traslladar-se a la seu de la Policia de Toronto. La invitació al lloc web de la Slutwalk de Toronto també va advertir: «Ja sigui com un company de puta o simplement com un aliat, no heu de portar les vostres inclinacions sexuals ocultes: us demanem que vingueu. Els solters, les parelles, els pares, les germanes, els germans, fills, amics». Algunes dones van assistir a la protesta amb pantalons texans i samarretes, mentre que altres es van venir amb mitges de xarxa i sabates de taló d'agulla.
El 4 d'abril de 2011, es va organitzar una Slutwalk a la ciutat de Sackville a l'estat de New Brunswick a través del consell estudiantil de sociologia de la Universitat Mount Allison, i es va coordinar per realitzar-la exactament un dia després de la SlutWalk de Toronto. Segons Rebecca Cheff, una de les organitzadores de la SlutWalk, «l'objectiu és caminar cap a l'estació de policia i parlar [dels policies] sobre el culpabilitzar a les víctimes i conscienciar-los que són els treballadors de primera línia en escenaris d'agressió sexual». «Hi ha una gran idea errònia que les persones que vesteixen d'una manera determinada demanen una violació i això s'ha d'aturar», va dir l'organitzadora dels estudiants de la SlutWalk, Lauren Hutchison. La frase «encara no t'ho demano» s'ha convertit en un crit de protesta en moltes d'aquestes marxes i també s'ha escrit sobre els cossos d'homes i dones en aquestes marxes arreu del món.
Després de Toronto, es va realitzar una Slutwalk a Ottawa i ràpidament el moviment va estendre a ciutats estrangeres: Boston, Dallas, Chicago, Seattle, Nova York, Melbourne, Wellington, Auckland, São Paulo, Londres, París, Nova Delhi, Singapur, Johannesburg, Seül… va esdevenir ràpidament en un moviment mundial.
El 25 de maig de 2012, a Toronto es va organitzar una nova Slutwalk. Hi va haver menys participants que l'ocurrència anterior, tot i que la presència d'homes va ser més notable. Els vestits variaven entre les sabatilles d'esport i camises sense mànigues fins als biquinis. Algunes assistents van fer topless. Una delegació de l'Abadia de la Divina Fusta, una missió de Toronto de les Germanes de la Perpètua Indulgència, va manifestar-se amb els seus hàbits de monja i portaven cartells que deien: «Les germanes són putes 2». Al Queen's Park, diverses oradores van pujar a l'escenari (un camió multiusos) i van pronunciar discursos, algunes d'elles testimonis espontanis. Algunes van retre homenatge a la memòria de l'activista dels drets de les treballadores del sexe de Toronto, Wendy Babcock, que va participar en la primera Slutwalk i va morir el 9 d'agost de 2011 als 32 anys. També hi va haver múltiples espectacles de suport per a Cece McDonald, una dona transgènere de Minneapolis que s'enfrontava a una pena de presó de 41 mesos per apunyalar i matar a un home després d'haver estat assetjada i rebre un tall a la cara.
La Dra. Vanessa Oliver, professora de sociologia i organitzadora de la facultat de la SlutWalk, va declarar: «Hem tingut prou d'aquesta idea que ens titllin de putes […] que vulguem disposar de nostra sexualitat no ha de significar que ens estem obrint a una expectativa de violència», va dir ella. «Ningú ha d'equiparar el gaudir del sexe amb l'agressió sexual». La protesta contenia una presència masculina visible. «Si bé aquest esdeveniment no està orientat cap a mi, és una causa digna», va dir Chris Vizena, un estudiant de ciències de segon any. Dos manifestants vestits amb morphsuits que participaven en la protesta també van dir: «Com a homes també podem crear consciència».
Segons la SlutWalk de Londres, les manifestacions pretenen acabar amb una cultura de por i victimització:
| « | A tot el món, les dones se senten constantment víctimes, i les han dit que han de mirar d'una manera determinada, que no han de sortir de nit, no han d'anar a zones determinades, no s'han d'embriagar, no haurien d'estar soles amb algú que no coneixen. No només distreu l'atenció de la veritable causa del delicte: l'autor, sinó que crea una cultura on la violació està ben vista, on es permet que passi. | » |

Jessica Valenti va dir: «En pocs mesos, SlutWalks s'ha convertit en l'acció feminista més reeixida dels últims vint anys. En un moviment feminista que sovint lluita simplement per mantenir el terreny, SlutWalks es destaca com un recordatori de les principals arrels del feminisme passat i assenyala que es vol pel futur».
La SlutWalk s'ha comparat amb el moviment de la dècada del 1970 Take Back the Night («Prenem la nit», també anomenat «Reclamen la nit»), que va promoure marxes per conscienciar i protestar contra la violència contra les dones; tot i que s'ha observat certa tensió entre els dos moviments. Igual que amb SlutWalk, demanava el dret de les dones a estar al carrer de nit sense considerar-se una invitació a la violació.
En menor mesura, també s'ha comparat amb grups d'activistes com FEMEN (un moviment feminista d'Ucraïna) i Boobquake (una resposta atea i feminista al Hojatoleslam Kazem Seddiqi de l'Iran, que va culpar les dones que es vesteixen de forma indecent per causar terratrèmols). Tots dos grups integren la protesta nua.

## Amèrica

### Amèrica Llatina
Sobre les Slutwalk a Amèrica Llatina («La marcha de las Putas» a la major part d'hispanoamèrica, i «Marcha das Vadias» al Brasil), països com Argentina, Brasil i Colòmbia són coneguts per convocar la Slutwalk en diferents ciutats. De vegades s'usa l'acrònim PUTAS com a sigla de «Per Una Transformació Autèntica i Social». A tots els països, la Slutwalk s'ha renovat constantment, almenys de tant en tant. Algunes protestes seleccionen les seves dates per fer-les coincidir amb esdeveniments significatius, com el 25 de novembre (Dia internacional per a l'eliminació de la violència contra les dones) i el Diumenge de Rams (Jornada Mundial de la Joventut)
S'ha observat interaccions entre els organitzadors de diferents països. Els organitzadors de l'Argentina van contactar prèviament amb els seus homòlegs de Mèxic i Veneçuela a través de les xarxes socials, i l'artista argentina Adriana Minoliti va participar en la Slutwalks a Mèxic abans d'organitzar la marxa a Buenos Aires. Al seu torn, els organitzadors de Bolívia i Uruguai van contactar amb els organitzadors de l'Argentina per obtenir assistència. A més, l'organitzador de la Slutwalk nacional a Colòmbia va tenir alguna interacció prèvia amb els organitzadors del Perú, i l'activista argentina Leonor Silvestri va viatjar a Xile per ajudar a organitzar La marcha de las Maracas a Santiago de Xile. També hi va haver una participació activa de la comunitat LGBT, i hi va haver una presència comuna de treballadores del sexe i expressions de solidaritat amb elles. També hi va haver un cant regional comú: «Alerta! Alerta! Alerta! que camina la Marcha de les Putas por América Latina!» (Alerta! Alerta! Alerta! que camina la Marxa de les Putes pes Amèrica Llatina!).

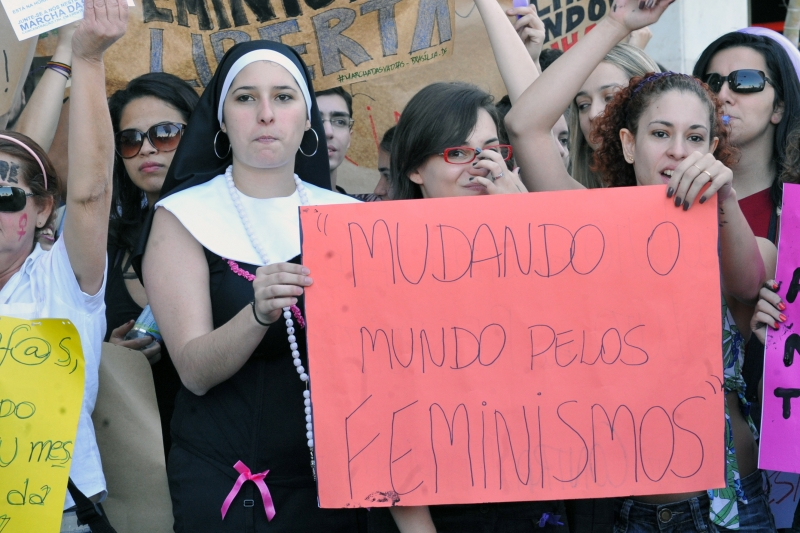
Marcha das Vadias a Brasil, 2011
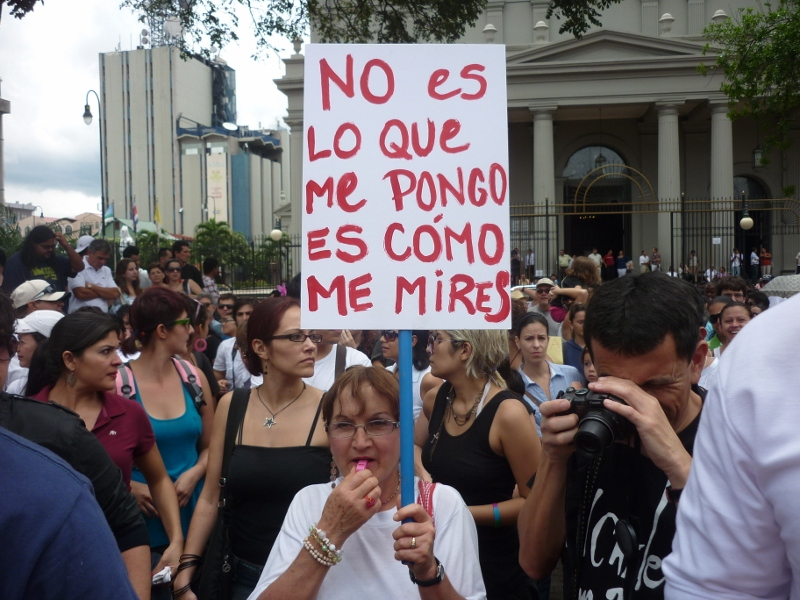
Marcha de las Putas a Costa Rica, 2011
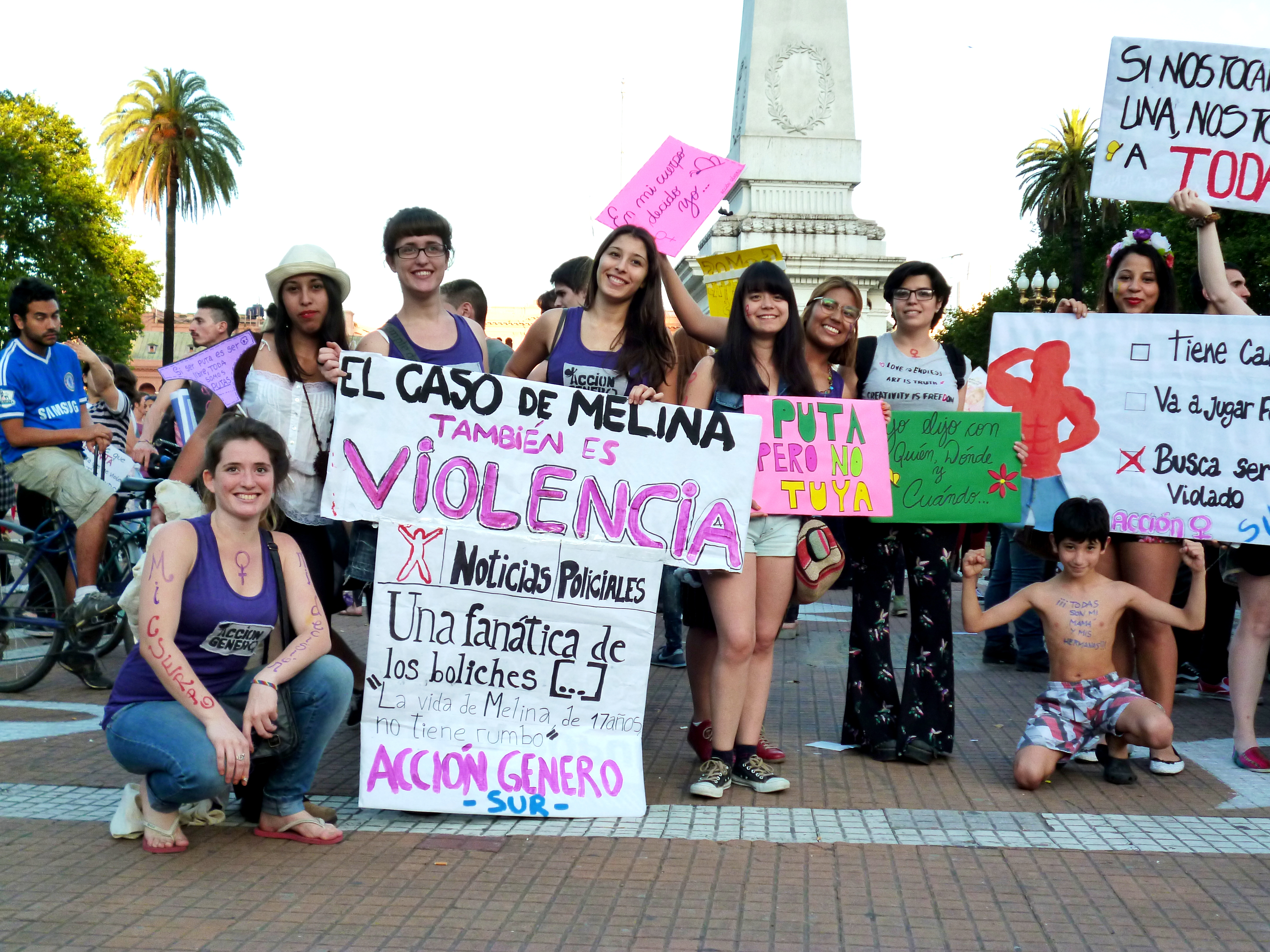
Marcha de las Putas a l'Argentina, 2014

Totes les protestes van compartir el rebuig de les paraules de Sanguinetti, i algunes d'aquestes protestes també es van dirigir contra les autoritats locals i als representants de l'Església Catòlica que havien fet comentaris públics que reforçaven els estereotips de gènere i la violència contra les dones. També es van veure en diferents països dones amb vestits que representaven personatges catòlics, i moltes protestes reclamaven un estat laic i apuntaven a l'església catòlica com el motiu que les dones no tenien drets. Però això són algunes excepcions, com Colòmbia, on els catòlics van marxar entre persones de totes les altres religions sota la bandera de La Marcha de las Putas, i al Brasil, on grups dissidents catòlics marxaven entre els manifestants de la Marcha das Vadias contra la despesa pública per a la visita del Papa Francesc a Copacabana (Brasil) durant la Jornada Mundial de la Juventud 2013.

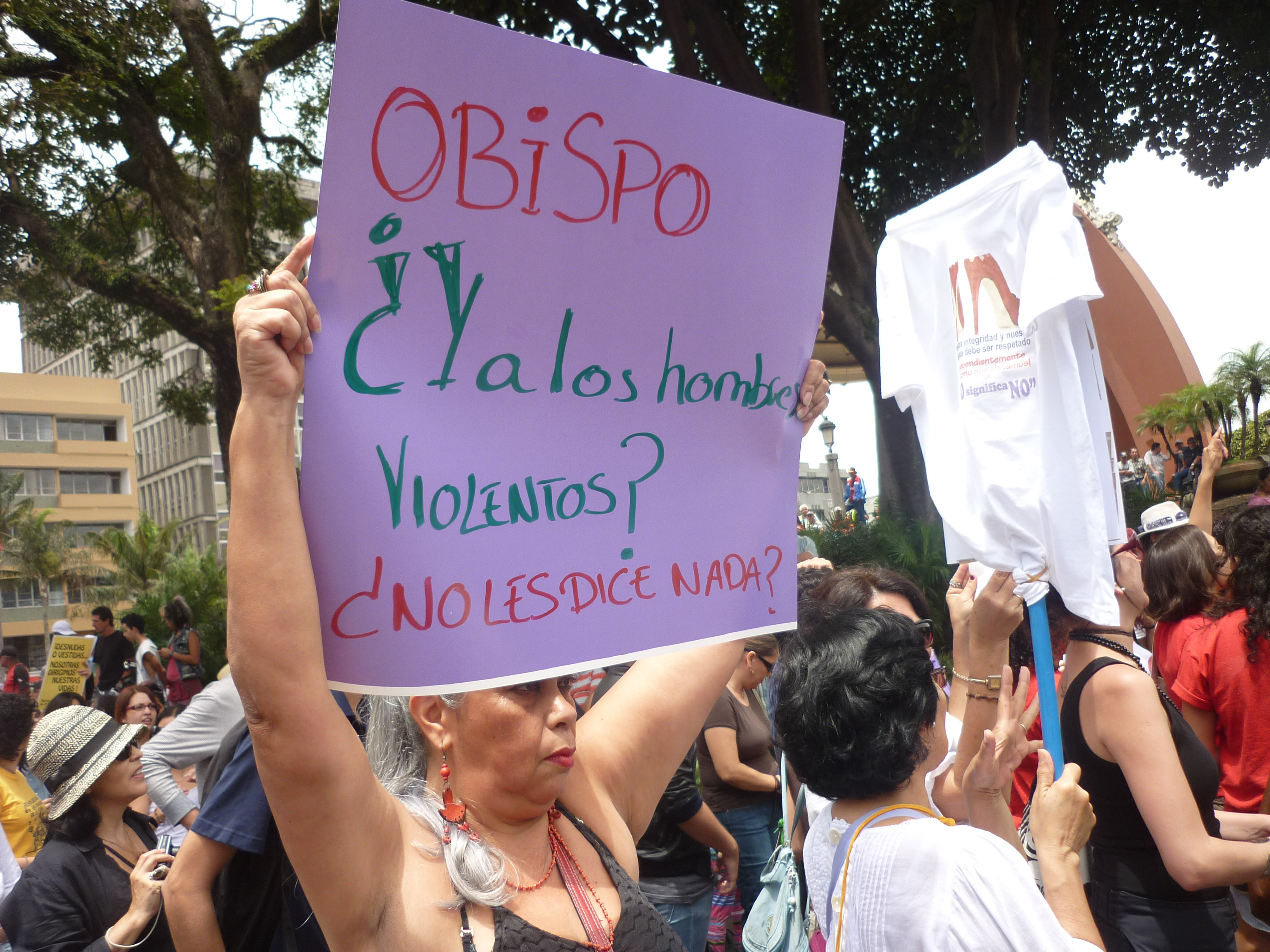
Marcha de las Putas a Costa Rica, 2011
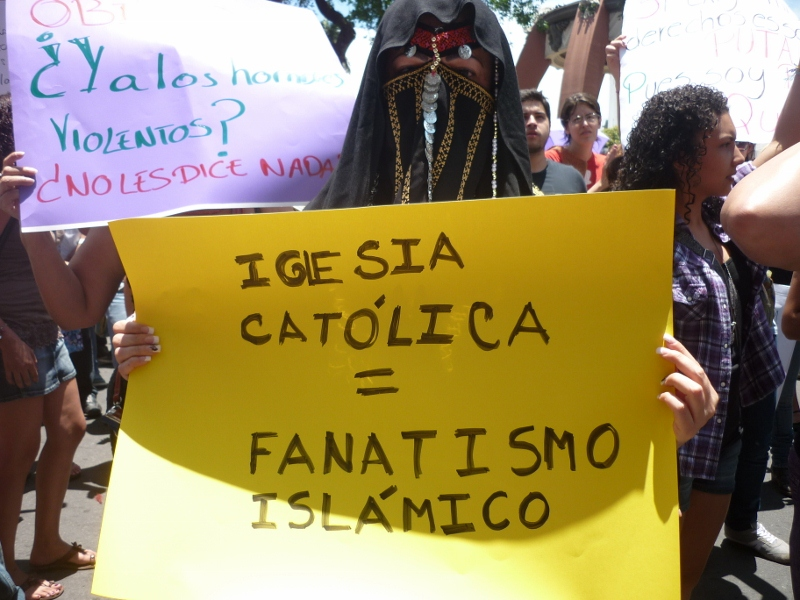
Marcha de las Putas a Costa Rica, 2011
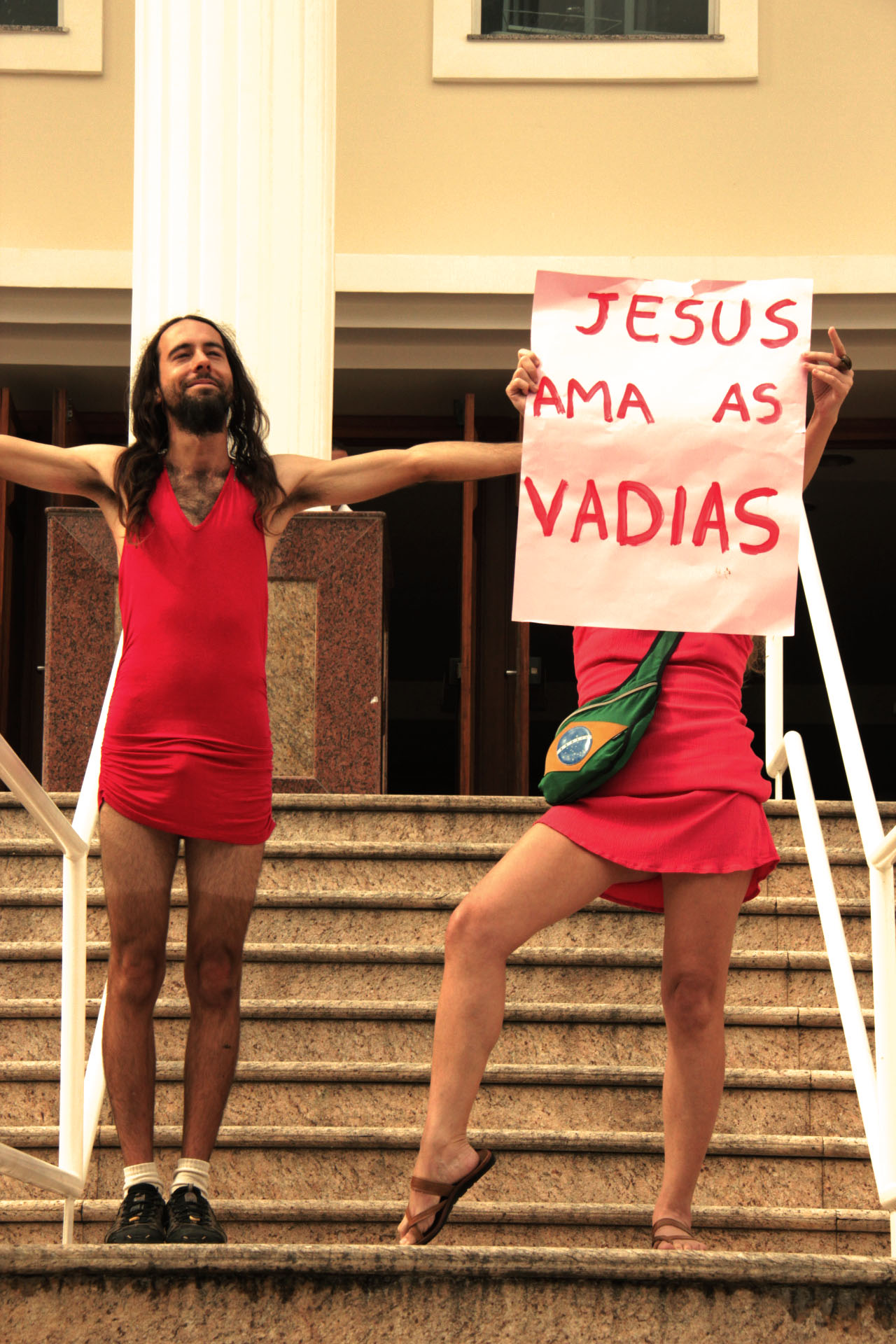
Marcha das Vadias a Santa Catarina, 2012
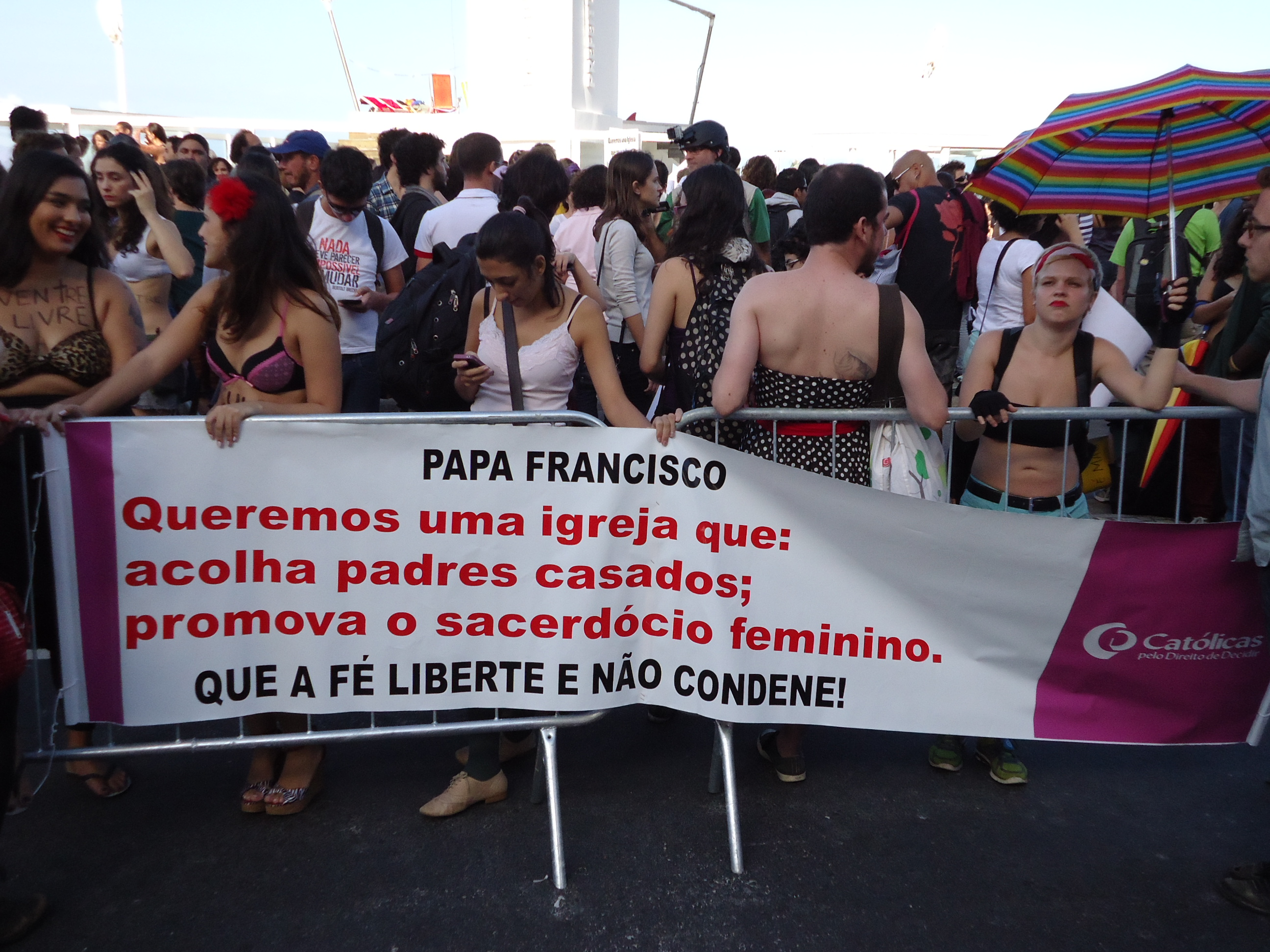
Marcha das Vadias a Rio de Janeiro, 2013

Algunes protestes es van convertir en organitzacions permanents, que van continuar treballant durant tot l'any per lluitar contra la violència contra les dones, i van participar o van organitzar esdeveniments diferents a la Slutwalk típica per conscienciar sobre l'agressió sexual.

### Estats Units d'Amèrica

#### El Festival Amber Rose SlutWalk

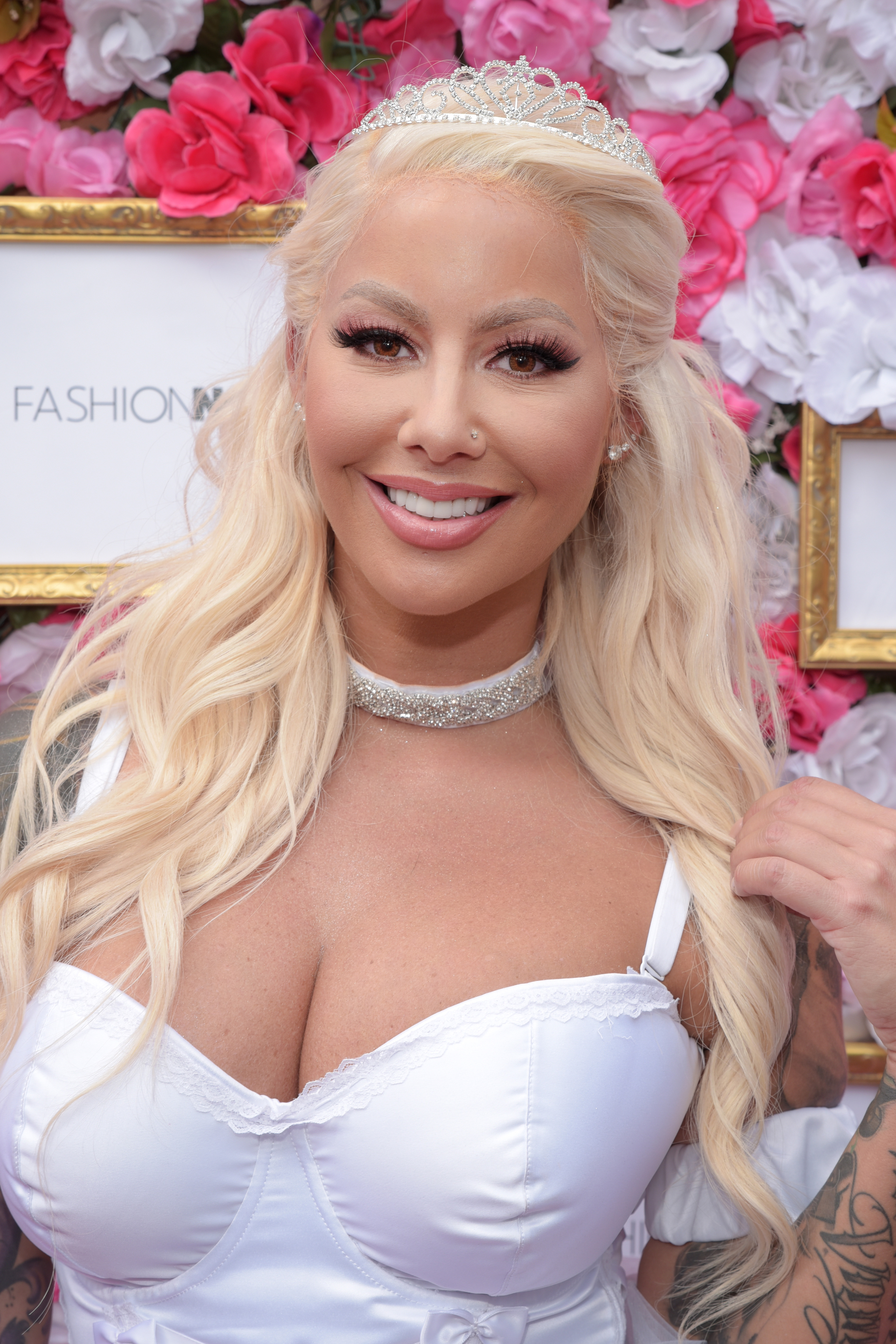
Amber Rose

Amber Rose és una famosa per ser famosa estatunidenca coneguda pel seu discurs fluid sobre el feminisme i les seves relacions amb altres celebritats, com Kanye West. Ella assenyala a la seva pàgina web que no va començar la SlutWalk, encara que «fa més consciència sobre aquest tema educant al públic». El Festival Amber Rose SlutWalk se celebra actualment a Pershing Square, Los Angeles.
La SlutWalk té moltes activitats, incloent: «DJs en directe, fabricació d'insígnies, cabines educatives, fotografies divertides, exàmens gratuïts de càncer de mama i proves del VIH». Està oberta a voluntaris; el personal i els assistents de la SlutWalk han de tenir almenys 18 anys.
El 2016 Amber Rose SlutWalk va tenir patrocinadors, que van incloure Subway, T-Mobile, i Beats Electronics; van assistir celebritats com Matt McGorry, Nicki Minaj i Blac Chyna.

#### Altres
L'any 2017, els presidents de la SlutWalk de Chicago van escriure: «Encara estem al començament de la decisió de la Dyke March de Chicago d'eliminar el contingent sionista del seu esdeveniment, i no permetrem les representacions del sionisme al nostre», referint-se a una marxa de la SlutWalk de Chicago. La SlutWalk de Chicago va declarar de l'Estrella de David: «les seves connexions amb l'opressió promulgada per Israel són massa fortes perquè sigui neutral i EN CONTEXT [en l'esdeveniment del Dyke March de Chicago] es va utilitzar com a símbol sionista».
El 2017, la Slutwalk de Detroit es va celebrar al Palmer Park per la Xarxa d'Acció Política Metro-Detroit (Metro-Detroit Political Action Network, MDPAN). L'esdeveniment també va ser anomenat «The March for Consent» (La marxa pel consentiment) i es va celebrar al barri gai de Detroit a causa de la alta taxa de violència contra les dones transsexuals de la zona. Entre els parlants principals hi havia la Transgender Chair per a MDPAN, Brianna Kingsley i Jennifer Kurland, que estàva en campanya per a ser Governadora de Michigan el 2018 com a candidata del Partit Verd.

## Europa

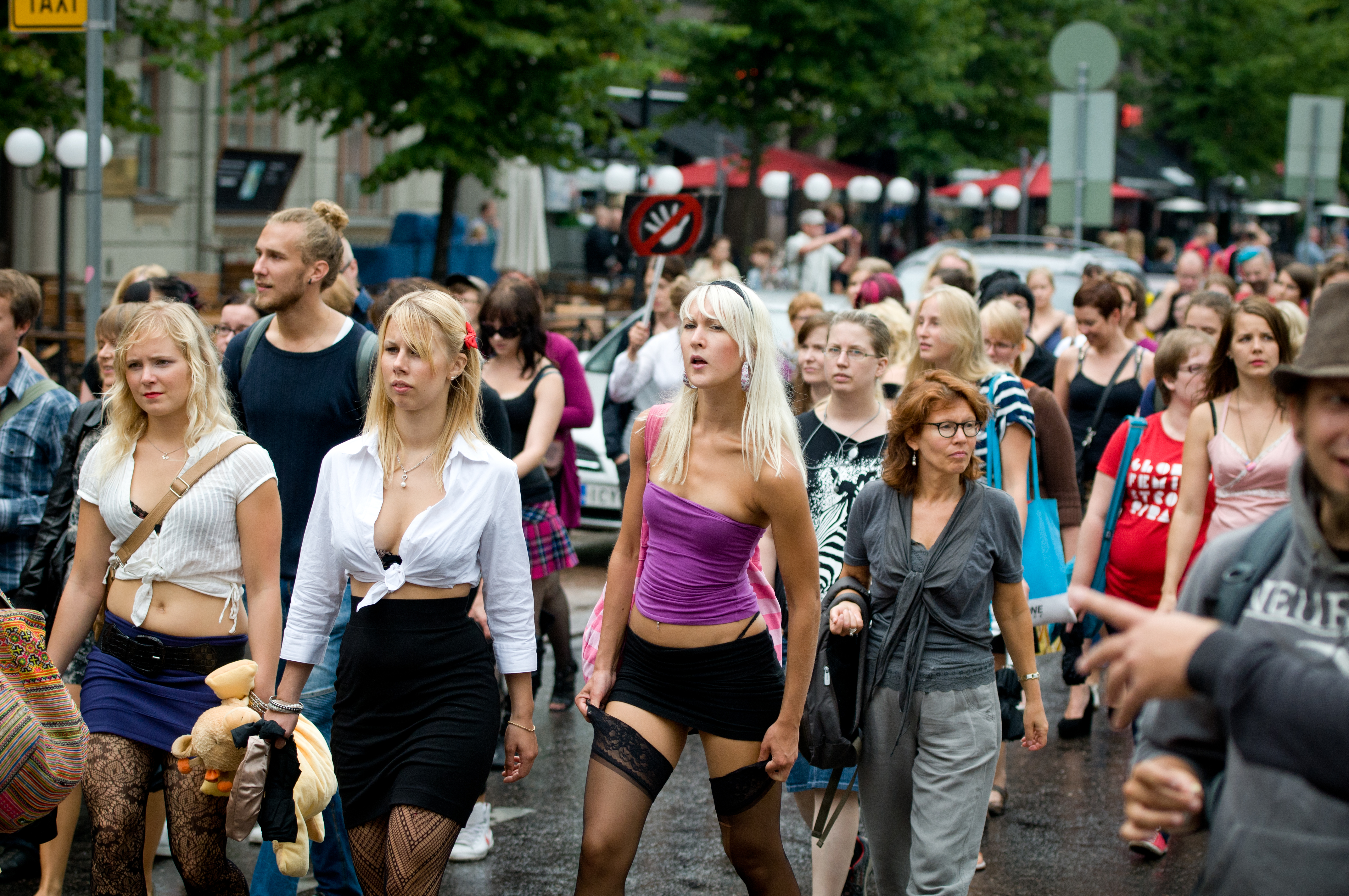
Lutkamarssi a Hèlsinki, 2011

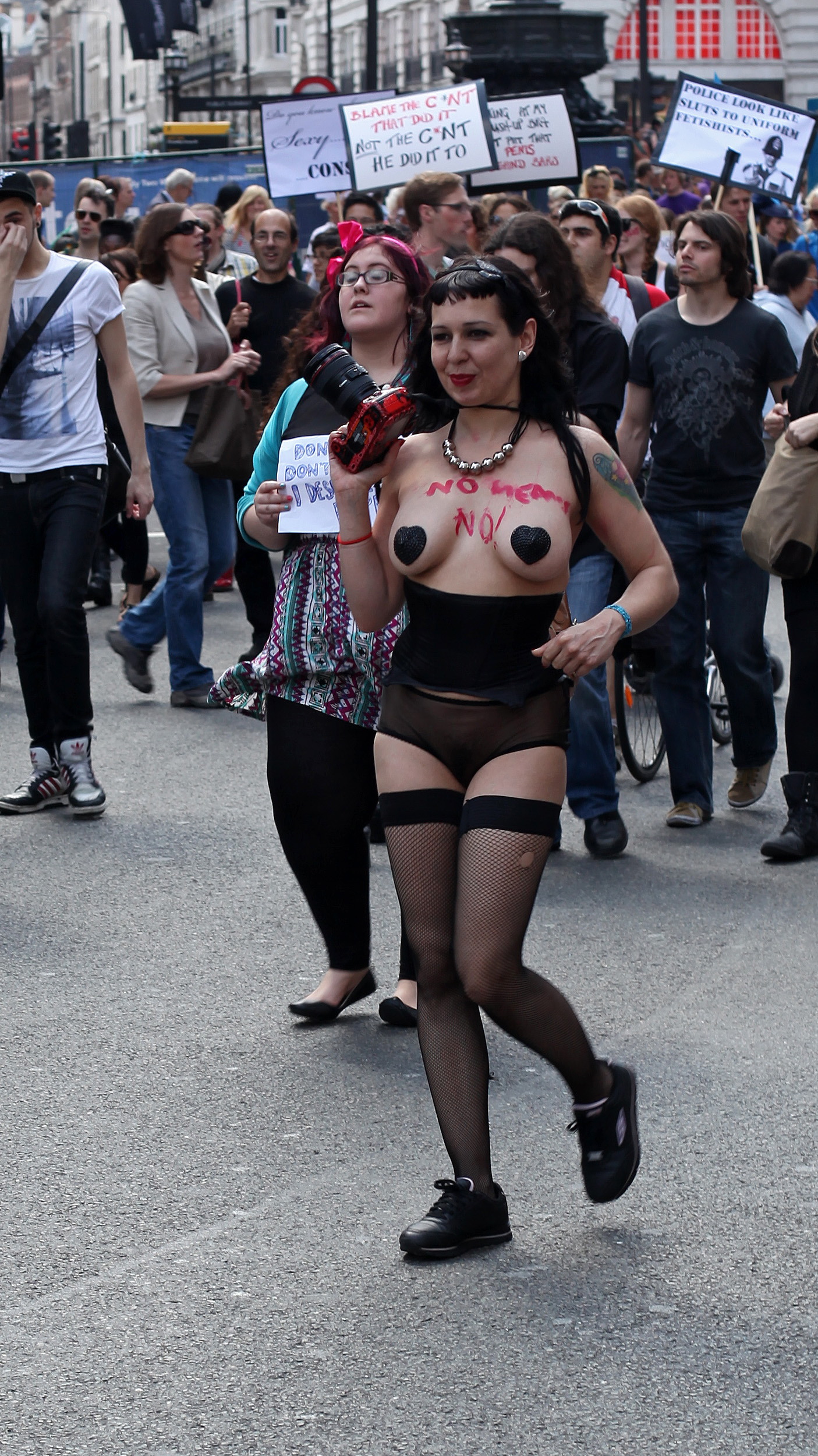
SlutWalk a Londres, 2011

### Alemanya
La primera «Slutwalk» a Alemanya es va celebrar el 23 de juliol de 2011 a Passau. El 13 d'agost de 2011 es va celebrar a Berlín, Múnic, Ruhr, Frankfurt, Stuttgart i Hamburg, i el 15 d'octubre de 2011 a Leipzig.

### Finlàndia
A Finlàndia, es va celebrar la primera «Lutkamarssi» el 6 d'agost de 2011 a Hèlsinki, Turku i Tampere. A l'estiu de 2011, més de 8.000 finlandesos van participar en la SlutWalk. El maig de 2012, el Departament d'Estudis de Gènere de la Universitat de Hèlsinki va atorgar el Premi Cristina a la SlutWalk.

### Regne Unit
Les investigadores Jessica Ringrose i Emma Renold van entrevistar a membres d'un grup autoorganitzat de girl power en una escola de Cardiff, Gal·les. Els objectius del grup Year 8 (de 13 anys) i sobre les estudiants havien evolucionat cap al lliurament de lliçons personals de salut social i educació econòmica a les alumnes més joves de l'escola. Quan se li va preguntar sobre la SlutWalk, planificada a Cardiff per a dins de poques setmanes, es va produir «un silenci incòmode, somriures incòmodes i celles creixents de les dues professores del grup».
Ringrose i Renold van concloure que hi havia una paradoxa entre les professores que «eren increïblement partidàries del missatge general de la SlutWalk»', però que «es van enfrontar simultàniament amb la lluita en curs d'afrontar la regulació sexual experimentada per les noies en un espai escolar sanejat on puta és una paraula sexual prohibida i castigada». Les professores van dir que les noies, «probablement no podran anar, anirem a la marxa per elles».
El dia de la marxa (4 de juny de 2011), algunes de les noies es van presentar amb les seves mares i es van trobar amb les seves professores.

### Suïssa
El moviment Slutwalk de Suïssa o «Marche des Salopes» va néixer l'any 2012. Reuneix a activistes de Lausana que van participar en una marxa nocturna i activistes de Ginebra que s'havien reunit al voltant dels testimonis de violació. L'objectiu principal d'aquesta trobada és organitzar la primera SlutWalk a Ginebra el 6 d'octubre de 2012. La primera SlutWalk a Ginebra va presentar testimonis i una actuació de striptease burlesc.
El 13 d'octubre de 2013, la segona SlutWalk té lloc a Ginebra. Es van distribuir fullets informatius sobre la cultura de la violació. Al final de la marxa es van distribuir qüestionaris en forma de queixes simbòliques, i es van utilitzar per fer estadístiques informals sobre la violència sexual a Ginebra: el 83% de les enquestades van patir assetjament al carrer, un 54% van patir tocaments sense consentiment, un 30% van ser violades, un 25% van denunciar assetjament laboral i un 21% van ser assetjats per homofòbia per coneguts i desconeguts, i el 32% es van sentir culpables com a víctimes. Durant el 2013, el col·lectiu va treballar en un projecte: el lloc web de prevenció de delictes a Suïssa dona consells a les dones per «protegir-se de la violència sexual perpetrada per desconeguts»; el grup considera que aquests consells són problemàtics (va en contra de la llibertat de les dones i les responsabilitzen de les agressions rebudes) i els va enviar un arxiu per proposar-los millores. El lloc web, que pertany als departaments de justícia i a la policia cantonal, no va adaptar els seus consells després d'aquesta proposta.
A l'abril de 2014, el grup va organitzar una conferència a la Universitat de Lausana a càrrec dels fundadors del projecte Unbreakable, que havia inspirat molts dels primers testimonis a crear l'associació. Aquesta conferència es va organitzar en col·laboració amb la Universitat de Lausana i la RTS. Al maig de 2014, per a perpetuar el treball del grup, l'associació es crea sota la llei suïssa. El juny de 2014, l'associació va presentar al Consell d'Estat del Cantó de Ginebra les queixes simbòliques que va recollir durant la marxa de 2013 i que es van complementar amb altres reclamacions rebudes. El juny de 2014, l'estrena del documental d'Anne-Claire Adet, Slope en Marche, té lloc a Clot Voltaire. El 13 de setembre de 2014 té lloc la tercera SlutWalk, la Kermesse des Sutes; reuneix diverses associacions i institucions que tracten temes de violència sexual a Ginebra (Viol Secours, Feminista, Fédération LGBT, el 2n observatori, la llibreria Livresse ...). Durant el dia, es fan diverses activitats; s'organitza una fira en la Place des Volontaires, s'organitza una classe d'autodefensa feminista, s'inaugura una exposició fotogràfica al Barje des Volontaires, a més d'una projecció de diverses pel·lícules, incloses Slope en Marche, i les testimonis pugen a l'escenari, així com un repartiment de fullets sobre la cultura de la violació.

## Àsia

### Corea del Sud
La primera campanya de la SlutWalk a Àsia es va celebrar el 16 de juliol de 2011 a Seül, Corea del Sud. Es va planejar celebrar-se el 9 de juliol, però a causa d'un altre esdeveniment important anomenat «Autobús de l'esperança cap a la indústria pesant de Hanjin», l'organització de la SlutWalk de Corea del Sud va ajornar l'esdeveniment fins a la següent setmana. La data de l'esdeveniment va ser igual a la de l'Índia, però a causa de la diferència horària, es va celebrar a Seül la primera SlutWalk a Àsia.
El nom coreà de la SlutWalk és 잡년 행진 (Jap Nyun Haengjin); Jap significa diferència, Nyun significa abusar de les dones, i Haengjin significa desfilada o marxa.
El 28 de juliol de 2012 es va celebrar la segona SlutWalk a Corea del Sud.

### Índia
El 16 de juliol de 2011, unes 50 persones es van reunir per a la primera Slutwalk de Bhopal a Índia, anomenada बेशर्मी मोर्चा (Besharmi Morcha). La feminista i escriptora índia Rita Banerji va informar que la SlutWalk va ser criticada com a irrellevant davant el feticidi femení, l'infanticidi, l'uxoricidi i els assassinats d'honor. Ella argumenta: «El tema en el punt culminant de la SlutWalk és un i el mateix que per a totes les altres afeccions esmentades anteriorment. Es tracta del reconeixement de les dones com a individus amb certs drets fonamentals, inclòs el de la seguretat i les opcions personals, que ningú, ni tan sols la família, pot violar».
El 31 de juliol de 2011, la Besharmi Morcha va tenir lloc a Nova Delhi, de vegades anomenada «la capital de la violació de l'Ìndia» per produir-se el major nombre de violacions del país. La quantitat estimada de manifestants era d'unes 500 persones. Per assegurar-se que no es produïa cap incident inesperat, el personal de la policia es va desplegar al voltant de la zona; «Ningú no pot estar segur a Delhi. Quan deixem les nostres llars, ni tan sols estem segurs de si tornarem de manera segura o no», va dir un policia en condicions d'anonimat. L'actriu i activista social Nafisa Ali va estar present; «Bàsicament, hem de treballar per la seguretat de les dones als carrers, és un tema de mentalitat. Si un nen pot sortir a les dues de la matinada, també ho pot fer una noia», va dir. Trishala Singh, una de les organitzadores, va dir en referència al nombre de participants: «No estic del tot decebuda amb la marxa. Un bon nombre de persones va aparèixer per donar suport a la causa i estic contenta amb això. Sé que una marxa no pot canviar la mentalitat de les persones, però almenys és un principi».
Una altra Slutwalk es va celebrar a Kolkata el 24 de maig de 2012, reunint al voltant de 300 persones. Tal com es descriu a The Times of India, les noies joves van caminar amb tota mena de vestits, des del sari i el salwar kameez fins als pantalons texans i faldilles. «Volem donar a llum el fet que es pugui assetjar sexualment fins i tot quan s'està vestida de cap a peus», va afirmar Sulakshana Biswas, una de les organitzadors de Film Studies. Al final de la concentració, artistes del grup Fourth Bell Theater van interpretar obres curtes i van recitar poesies sobre abusos sexuals escrites pel famós poeta urdú Saadat Hassan Manto i per l'escriptora bengalí Mahasweta Devi. Una nova Slutwalk va tenir lloc a Kolkata el 7 de juny de 2013. La marxa va començar a la Universitat de Jadavpur i va continuar fins al Parc Triangular. Moltes participants tenien pintada la paraula «puta» en els seus cossos amb colors vius. Sulakshana, estudiant i organitzadora de la Universitat de Jadavpur durant dos anys consecutius, va dir que pensava que la Slutwalks s'hauria de realitzar anualment a la ciutat. Sayan, una altra dels organitzadores va dir: «No tenim cap pancarta política. Es tracta d'un moviment d'inclusió de gènere, que afecta a tothom».

### Israel

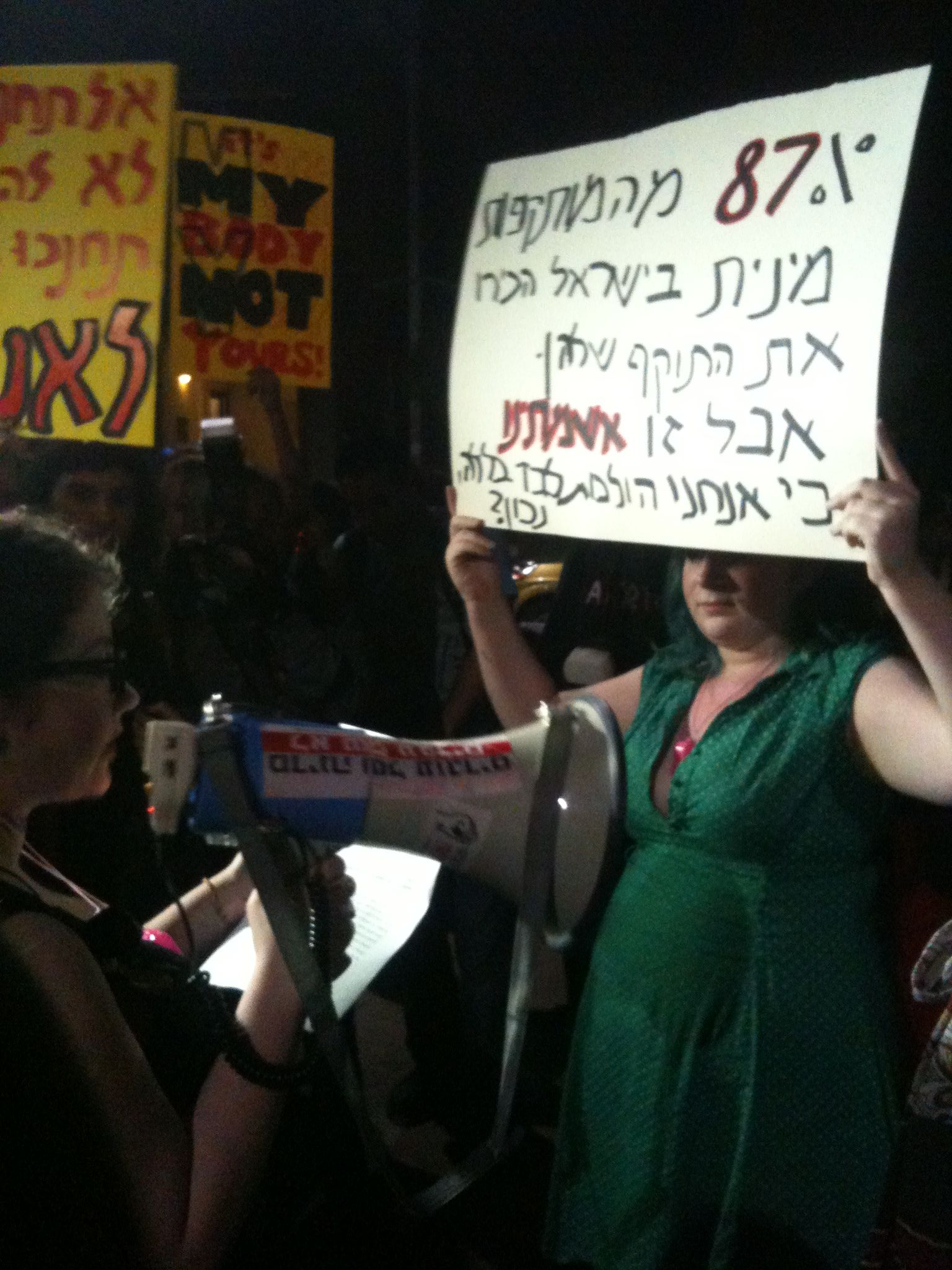
«El 87% de les víctimes d'agressions sexuals a Israel coneixien al seu agressor, però és culpa nostra perquè caminem soles a la nit». SlutWalk a Tel-Aviv, 2012

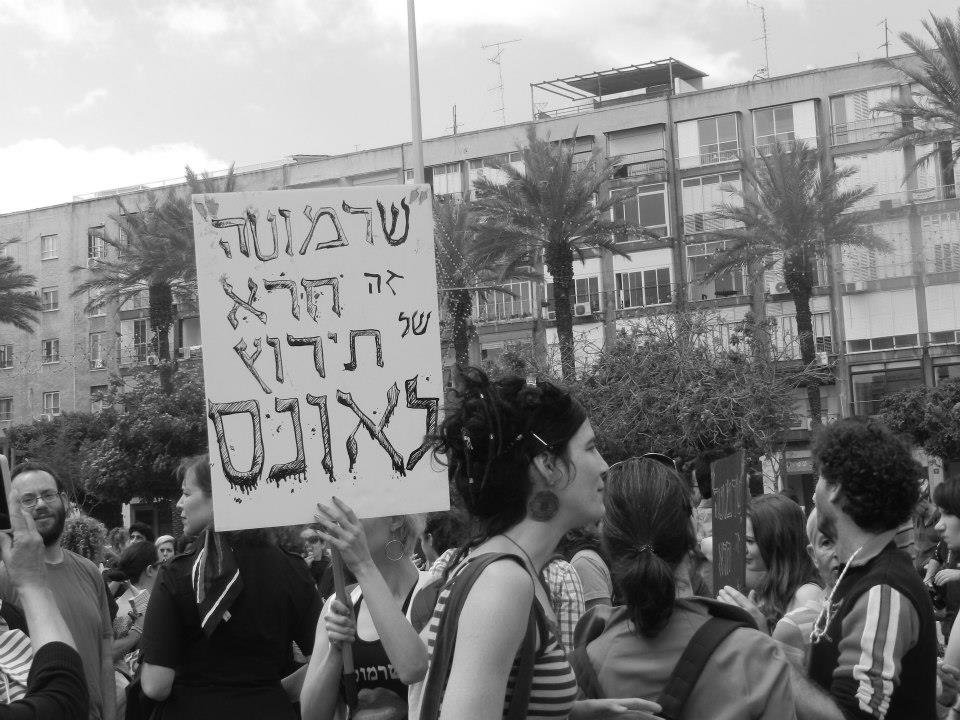
«Semblar una puta és una excusa de merda per a una violació». SlutWalk a Tel-Aviv, 2013

En assumir la idea de la SlutWalk a Israel, el nom adoptat en hebreu va ser צעדת השרמוטות (Tza'adat HaSharmutot). La paraula «sharmuta» (عاهرة), originàriament una paraula àrab que significa «prostituta», ha entrat a l'hebreu que es parla a Israel amb connotacions similars a la paraula «puta» en català.
El 2012, l'activista feminista Or Levy va ser la primera a plantejar la idea de realitzar una SlutWalk a Israel. La primera SlutWalk es va celebrar a Tel-Aviv el 22 de març del 2012, a la qual van assistir centenars de dones i uns pocs simpatitzants. La idea va ser adoptada per activistes d'altres ciutats, incloent Jerusalem, Haifa i Beerxeba.
El 2013 es van realitzar esdeveniments a les mateixes quatre ciutats. El nombre d'assistents tant de dones com d'homes va augmentar enormement, aparentment a causa de l'augment de la cobertura dels mitjans de comunicació, així com una campanya d'internet que va ser viral a través de Facebook. Les marxes van patir obstacles: a Jerusalem, la policia es va negar inicialment a lliurar un permís per a la marxa, proporcionant-la només després d'una intervenció del membre del Kenésset, Tamar Zandberg; la marxa de Tel-Aviv va ser organitzada per un grup nou d'activistes, iniciat per l'activista feminista Tzipi Eran. La marxa d'aquell mateix any també va suposar una dura disputa amb el moviment Lluita socialista (Ma'avak Socilisti - מאבק סוציאליסטי) que va organitzar la seva pròpia SlutWalk però s'oposava l'ús del terme «sharmuta» perquè era una paraula originalment àrab i, per tant, la seva utilització podria considerar-se ofensiva per a dones d'un grup minoritari. Els organitzadors de la marxa rival, per contra, van sostenir que evitar el terme seria un acte de «titllar de prostitutes» a les dones, precisament el que se suposava que s'oposava a la marxa, i també es van oposar a que la marxa de Lluita socialista estigués dirigida per homes que parlaven en nom de dones víctimes d'agressions sexuals. A més, tot i que originalment era una paraula àrab, el terme actualment utilitzat pels parlants hebreus a Israel comporta una crua implicació sexista de «culpar la víctima», però no hi ha cap connotació ètnica específica. Tot i que es van fer públics els dos esdeveniments a internet per separat, al final es van fusionar en una sola marxa de més de mil participants, i ja no es va discutir per l'ús de la paraula «sharmuta».
El 2014, els organitzadors de les marxes a diverses ciutats es van unir sota el mateix marc organitzatiu. Tot i que cadascuna de les ciutats tenia un grup organitzador diferent que va executar la seva marxa a la seva manera, l'organització conjunta va establir una marca integral per a la marxa i va realitzar campanyes i publicitat en col·laboració, per consolidar missatges i ampliar la distribució.
El divendres 14 de maig de 2015 va tenir lloc una marxa a Tel-Aviv. El 29 de maig es va dur a terme una marxa a Jerusalem amb la participació d'unes 1.000 dones i homes, i una participació considerable de les adolescents.
El 8 de juliol de 2016 va tenir lloc una marxa a Tel-Aviv amb uns 500 participants. Entre ells hi havia Inbal Bibi, una celebritat de Factor X d'Israel, que va revelar que ella mateixa va ser violada en el passat.
El 12 de maig de 2017 es va realitzar una marxa a Tel-Aviv amb uns 1500 participants. La marxa va atreure una gran atenció pública quan artistes coneguts com Gadi Wilczhersky i Satik la va promocionar a les xarxes socials. Satz va rebre reaccions negatives dels fanàtics que es van oposar a l'ús de «paraules brutes». A continuació, va oferir als seus centenars de milers de seguidors a l'Instagram una explicació detallada de la idea que hi ha al darrere de la SlutWalk i l'esforç per afrontar i revertir les connotacions sexistes de la paraula «sharmuta».
La SlutWalk de Tel-Aviv de 2018 es va celebrar el 4 de maig i va comptar amb més de 2000 participants, i va tenir una cobertura simpàtica per part dels principals mitjans de comunicació. A partir de temes del moviment «Me Too», es van fer pancartes amb nom i fotografia de diversos homes israelians en destacats càrrecs públics, inclosos polítics, alts càrrecs militars i policials, empresaris, artistes i actors, així com rabins, implicats en violacions o casos d'assetjament sexual.

### Singapur
Abans de la primera Slutwalk a Singapur, es va produir una reunió pública entre els organitzadors i les autoritats locals per parlar de les lleis particularment estrictes sobre les manifestacions al carrer. Els organitzadors van declarar que no era necessari un permís per a la protesta, mentre que la policia va mantenir que la naturalesa global del moviment i la presència esperada d'estrangers feia necessari un permís. Finalment, el 30 de novembre, es va aprovar un permís per a la Slutwalk que va tenir lloc al Speakers' Corner de Singapur. El crític social i activista dels drets dels homosexuals, Alex Au, va comentar sobre el tema: «potser els nostres funcionaris civils no puguin superar la paraula puta i han començat a hiperventilar». Finalment, la Slutwalk va tenir lloc el 3 de desembre de 2011. Poques de les dones que van assistir van anar vestides de prostitutes, encara que algunes van anar faldilles per sobre del genoll. Altres van anar amb samarretes curtes i protestaven per la culpabilització a les víctimes d'una violació per motius de roba o perquè estaven borratxes o coquetejant.
Es va celebrar una nova Slutwalk a Singapur el 15 de desembre de 2012.

## Oceania

### Austràlia
La primera SlutWalk a Melbourne va tenir lloc el 28 de maig de 2011. Es calcula que 2.500 persones es van reunir davant de la Biblioteca Estatal de Victòria i van avançar per Melbourne defensant com haurien de vestir dones, homes i nens sense por de ser agredits sexualment. Els manifestants sostenien pancartes que deien: «Deixeu de patrullar nostres armaris i comenceu a patrullar nostres carrers», «Aturem la culpabilització de les víctimes», «La víctima no es culpable», «Estimo les putes», «Les putes paguem impostos» i «Aturem la putafòbia», per citar algunes. Les seguidores del SlutWalk es van vestir amb roba de prostituta, normal i esportiva, així com altres tipus de roba. Els organitzadors van aconsellar que la gent escollís la roba que volgués per transmetre un missatge: «Qui és una puta? Ho som totes? O ningú de nosaltres ho és? I qui es preocupa? Tot i així, és un concepte estúpid i sense sentit».
La SlutWalk de Melbourne va ser organitzada per Karen Pickering, Lauren Clair, Clementine Bastow i Natasha Smith. Karen Pickerit és una hostessa de l'espectacle feminista Cherchez La Femme, i va fer xerrades d'actualitat i cultura popular amb un estil feminista. Lauren Clair té una empresa de joguines sexuals per a minoristes i una consultora de salut sexual, i va recollir fons a Melbourne per a serveis de dones. Clementine Bastow és una autora feminista, crítica de música i convidada en programes de ràdio. Natasha Smith va xerrar sobre en els drets i les organitzacions de salut mental.
Abans de la SlutWalk de Melbourne, Lauren Clair tenia un altre concepte de la paraula «puta». En una entrevista amb els diaris de Fairfax, va dir: «He passat tota la meva vida jutjada pel meu aspecte i sexualitat. Sóc sexual, tinc sexe, gaudeixo del sexe. No em fa vergonya». Clair va dir el lema més memorable recitat entre totes les dones durant la protesta: «No obstant això vestim, allà on anem, sí significa si i no significa no».
L'acte va comptar amb cinc conferències amb cinc grans ponents: Dra. Leslie Cannold, Monica Dux, Ursula Benstead, Elena Jeffreys i Cody Smith. L'escriptora feminista, la Dra. Cannold, va començar el seu discurs amb la salutació: «Ei putes!». Al llarg de la seva intervenció, la doctora Cannold va descriure l'origen i el significat de la paraula «puta» procedent de l'edat mitjana i el seu efecte al segle xxi: «La paraula puta realment es remunta a l'Edat mitjana. Els que la diuen intenten tornar a la Mitja edat, un moment en què les dones eren el que els homes volien que fossin. Una puta és utilitzada per alguns nois i per a alguns homes i fins i tot per algunes dones ecologistes que posen a les dones cap avall. Quan ells fan servir la paraula puta, el que volen dir és el mateix». Cody Smith va compartir la seva violació per un home transsexual i l'efecte que va tenir sobre ell: «La meva violació no va ser culpa meva!», va esgotar les llàgrimes mentre va descriure la seva culpa, «vaig passar tants anys culpant-me pel meu estat d'embriaguesa. . . pel que va passar. . . per no ser prou fort per a mantenir el violador fora de mi».
A causa del resultat positiu de la SlutWalk de Melbourne 2011, s'han realitzat més SlutWalks a Melbourne: SlutWalk de Melbourne 2012, Slutfest 2013, SlutWalk de Melbourne 2014, SlutTea 2015 i Slutfest 2016.

## Respostes

### Gestió de riscos
El comentarista australià Andrew Bolt va observar que el consell sobre com vestir-se en un context determinat és simplement una gestió de riscos, i aquest consell no ha d'excloure l'oposició a culpar la víctima. Rod Liddle està d'acord, dient: «Tinc tot el dret de deixar les finestres obertes quan me'n vaig a l'estanc a comprar tabac, sense ser robat. No disminueix la culpa del lladre per deixar la finestra oberta, o fins i tot suggerir remotament que em mereixia ser robat, només que era més probable que passés». Mike Strobel fins i tot suggereix que l'enfocament que advoca per SlutWalk és perillós, i no aconsellaria que una filla es vesteixi «provocativament en aquestes circumstàncies».
Lindsay Herriot, estudiant d'estudis de dones, no està d'acord amb aquests arguments, afirmant que la gestió del riscos es pot considerar un cas directe de culpar les víctimes i crea una retòrica problemàtica en la lluita contra l'agressió sexual. Com a exemple, va citar una notícia de Toronto de 2010 que tractava d'una sèrie de casos d'agressions sexual provats i realitzats recentment contra adolescents que caminaven de l'escola cap a casa. En la notícia, Pearl Rimer, defensora de la seguretat amb Boost Child Prevention of Abuse, va declarar: «[les nenes i les adolescents] han de ser conscients del seu entorn mentre estan en públic, limitant l'ús de telèfons mòbils i reproductors de música. Han de caminar amb almenys amb una amiga». Herriot va criticar aquest consell perquè restringia les llibertats bàsiques de les joves en els espais públics, en lloc d'adoptar un enfocament dirigit als delinqüents.

### Enfocament
| «                                      | en un moment en què les qüestions de sexe i poder, la culpa i la credibilitat, i el gènere i la justícia són tan omnipresents i tan urgents, en general, em sento tant irritada que el vestir-nos com unes putes i anomenar-nos així a nosaltres mateixes és passar per una resposta entusiasta. | » |
| — Rebecca Traister, The New York Times | |   |

SlutWalk s'ha centrat més en sobre com vestir-se sense ser assetjada en lloc de la discussió més àmplia del consentiment sobre l'agressió sexual. S'ha acusat de «[fixar] únicament sobre les qüestions liberals d'elecció individual: Puc portar el que vull, un feminisme que està intencionadament desproveït d'una anàlisi de la dinàmica de poder». Però Jessica Valenti diu: «La idea que la indumentària de les dones té alguna influència sobre si seran violades és un mite perillós que les feministes han tractat de desacreditar durant dècades. Malgrat tot l'activisme i la investigació, però, preval la mala concepció cultural».
Algunes respostes populars també han qüestionat la saviesa d'utilitzar la paraula «puta», fins i tot suggerint que «lluny de ser acceptada per les dones, intentar recuperar la paraula té l'efecte contrari, simplement serveix d'evidència que les dones estan acceptant aquesta etiqueta que tenen ficada per homes misogins», concloent que «les dones no haurien de protestar pel dret de ser anomenades puta».
Sophie Jones va escriure a The F-Word sobre aquesta crítica:
| « | Es tracta d'un cas clar d'aquests escriptors que simplement malinterpreten la missió de la SlutWalk, que no és una protesta pel dret a anomenar-se «puta», sinó una protesta pel dret a vestir-se però que sigui lliure de la presumpció que esteu demanant. Em van dir puta mentre portava mànigues llargues i mitges negres gruixudes. […] La hipòtesi que els violadors busquen dones que es veuen sexualment disponibles, malmet dràsticament la naturalesa del delicte. Vaig a marxar a Londres, no pel dret de ser anomenada puta, sinó pel dret de ser-hi. | » |

### Sensibilitat racial
Als Estats Units d'Amèrica, les feministes negres han acusat a la SlutWalk de ser un moviment que exclou a les dones de color. En una carta oberta als organitzadors de la SlutWalk, el Black Women's Blueprint (BWB) afirma que «com a dones i noies negres no trobem espai a la SlutWalk, no hi ha espai per participar i denunciar inequívocament la violació i l'agressió sexual tal com l'hem experimentat». Assenyalen que el terme «puta» significa alguna cosa diferent quan s'adjunta a un cos negre a causa de la seva història d'esclavitud. També afirmen «Per a nosaltres, la trivialització de la violació i l'absència de justícia estan entrellaçades de manera cruel amb narracions de vigilància sexual, accés legal i disponibilitat a la nostra personalitat. Està vinculada a la ideologia institucionalitzada dels nostres cossos com a objectes de propietat sexualitzats, com a espectacles de sexualitat i desig sexual desviant». També troben l'ús de la paraula com a contraproduent per desfer-se de la paraula que s'ha usat per deshumanitzar-les. En les seves declaracions de cloenda, donen als organitzadors de la SlutWalk un consell per organitzar moviments futurs. Assenyalen: «Les dones als Estats Units són racial i ètnicament diverses. Tota tàctica per obtenir drets civils i humans no només s'ha de consultar i considerar dones de color, sinó que també s'ha de centrar totes les nostres experiències i les nostres comunitats en la construcció, el llançament, el lliurament i el manteniment d'aquest moviment». Hi ha una divisió racial entre les feministes blanques i feministes negres quan es tracta de la SlutWalk. A Una carta oberta de les dones negres als organitzadors de la SlutWalk, es va expressar que, tot i que les dones negres posen de manifest el missatge del moviment SlutWalk, no poden participar en les activitats en què participen algunes dones. Per exemple, algunes dones marxen a prop de les nues per exemplificar que, independentment del que portin, mai no haurien de ser víctimes de violacions. Les dones negres no tenen les mateixes llibertats que aquestes dones per marxar sense roba perquè representen un estendard del que han de ser les dones negres. Les autores d'Una carta oberta de les dones negres als organitzadors de Slutwalk van escriure: «Encara que només en nom, no podem permetre'ns d'etiquetar-nos, de reclamar la identitat, de cantar la retòrica deshumanizadora contra nosaltres mateixes en qualsevol moviment. Les dones negres són idolatrades per les nenes i no poden identificar-se com a prostitutes perquè això envia un missatge a les noies joves que és acceptable anomenar-se a si mateixes amb paraules fetes per la societat per castigar a les dones per promiscuïtat sexual. Les nenes petites també es veuen afectades perquè, després, estan condicionades a creure's que totes les dones són putes i que es justifica anomenar a totes les dones que es troben amb una bretxa que és acceptable anomenar-se a si mateixes. La SlutWalk no és un moviment representatiu per a les dones negres, ja que pot provocar la destrucció mental a la comunitat establint una base per a la qual es tracten les dones i les paraules que s'utilitzen per descriure'les».
El canvi ve en un nombre més gran, i la inclusió general ajudaria el major problema imminent. Les dones negres volen formar part del moviment més gran perquè volen donar consciència a la cultura de violació actual i acabar amb un impacte més gran. Les dones negres volen ajustar alguns aspectes del moviment perquè se sentin incloses en un moviment centrat en les dones. Zerlina Maxwll va escriure, «es tracta d'una lluita perquè algunes dones negres se sentin incloses en un moviment on una dona blanca que va participar en la SlutWalk a Nova York portava un rètol on es podia llegir: La dona és la negra del món. La història ha demostrat que la gent descendent dels africans a les Amèriques ha lluitat per la recuperació dels seus drets com a éssers humans. Els esdeveniments actuals han demostrat que les persones de color lluiten contínuament amb la superació de la divisió racial entre blanc i negre».
Els organitzadors de la Slutwalk també han vist que no hi ha igualtat en el moviment en el qual les dones blanques i negres poden unir-se solidàriament per desglossar la divisió social i racial. En resposta al rètol de la dona blanca, en una carta de disculpa oberta, els organitzadors de la SlutWalkNYC van escriure: «Demanem disculpes perquè aquest espai no sigui més segur per a les dones negres, les persones negres i els seus aliats». Un moviment que desitja abraçar la paraula «puta» envia un missatge tortuós als participants quan els organitzadors prohibeixen l'ús d'una altra terminologia hostil. Abraçar una paraula hostil és una de les coses més importants i problemàtiques que tenen les dones negres amb la SlutWalk.
No estan sols en el seu escepticisme de la SlutWalk. Andrea Plaid també és escèptica i descriu la SlutWalk com «... en lloc d'un altre projecte de paraula-reclamació això semblava una nova agència sexual i de cosso de dones cisgèneres blanques (les qüestions feministes tendeixen a reencarnar-se massa sovint com a dones (cisgèneres) blanques)». Bogado critica el moviment de la «posició privilegiada inherent a un moviment polític que té com a objectiu recuperar una relació de confiança amb la policia mentre que les dones immigrants, les dones negres i mestisses, les dones pobres i les dones transsexuals nascudes als Estats Units o no, se suposa que són treballadores del sexe, que actuen com a delinqüents sexuals i que són imputades de manera rutinària per la policia i que les seves morts són ignorades». Bogado continua la seva crítica i afirma que «tot i les dècades de treball de les dones de color en els marges han afirmat un espai equitatiu, la SlutWalk s'ha convertit en un moviment internacional que ha silenciat efectivament les veus de les dones de color i va tornar a centrar la conversa per constituir un tema només per a dones blanques».
No totes les feministes negres s'oposen a la SlutWalk, però, en resposta a la carta de Black Women's Blueprint, la Global Women's Strike va replicar: «Les dones de color són les que més es poden considerar com a putes, és per això que ens alegrem que la SlutWalk abraci la paraula puta per eliminar l'estigma; si totes ens identifiquem com a putes, aquest és el final de l'insult que ens pot dividir». A més, afirmen que la carta de Black Women's Letter aporta divisió no només entre dones blanques i dones de color sinó entre dones i dones de color que recolzen aquest moviment.

### L'ús de la paraula «puta»
Uns altres han assenyalat que l'ús de la paraula «puta» suscita l'erecció d'aquells ansiosos per «la pornificació de tot i la pressió sobre les noies joves per semblar-se a les nines Barbie».
Melinda Tankard Reist, notable per la seva postura contra la sexualització dels nens en la cultura popular moderna, va dir: «Crec que el nom marginarà a les dones i les nenes que volen ser actives en campanyes de prevenció de la violència, però que no se senten còmodes de tenir la paraula puta com a pròpia».
Les feministes Gail Dines i Wendy J. Murphy han suggerit que la paraula puta és inherentment indivisible de l'oposició binària madona / prostituta i, per tant, «més enllà de la redempció». Diuen: «Les dones necessiten trobar maneres de crear la seva pròpia sexualitat autèntica, fora de termes definits per homes com ara puta».
Sophie Jones va respondre a Dines i Murphy dient que recuperar una paraula no significa celebrar aquesta paraula en la seva forma actual. «Recuperar no hauria de consistir a celebrar com a positiva una paraula definida per homes, però s'ha de celebrar la indeterminació de la paraula quan se separa del seu significat. Volem aquesta paraula a les nostres demandes, però només així podem conservar-la a l'aire i per sobre dels caps de tots els que la usarien contra nosaltres».

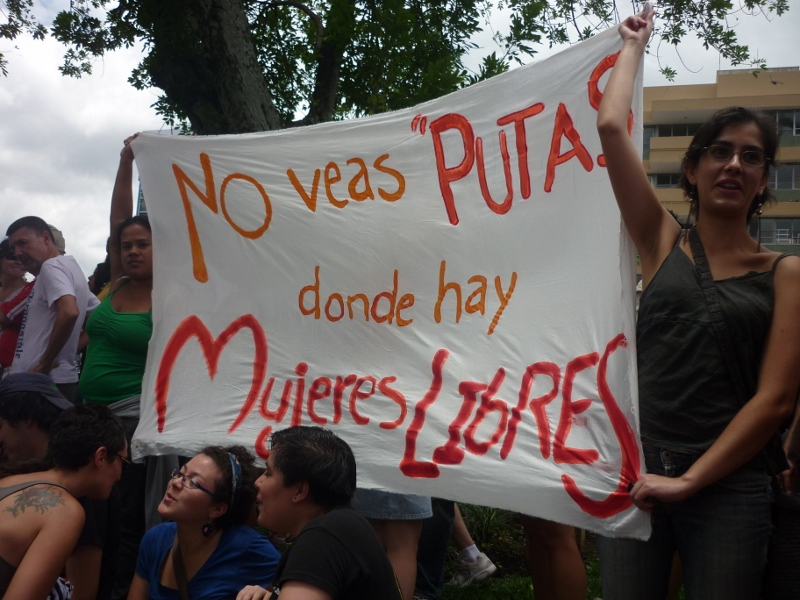
SlutWalk a Costa Rica, 2011
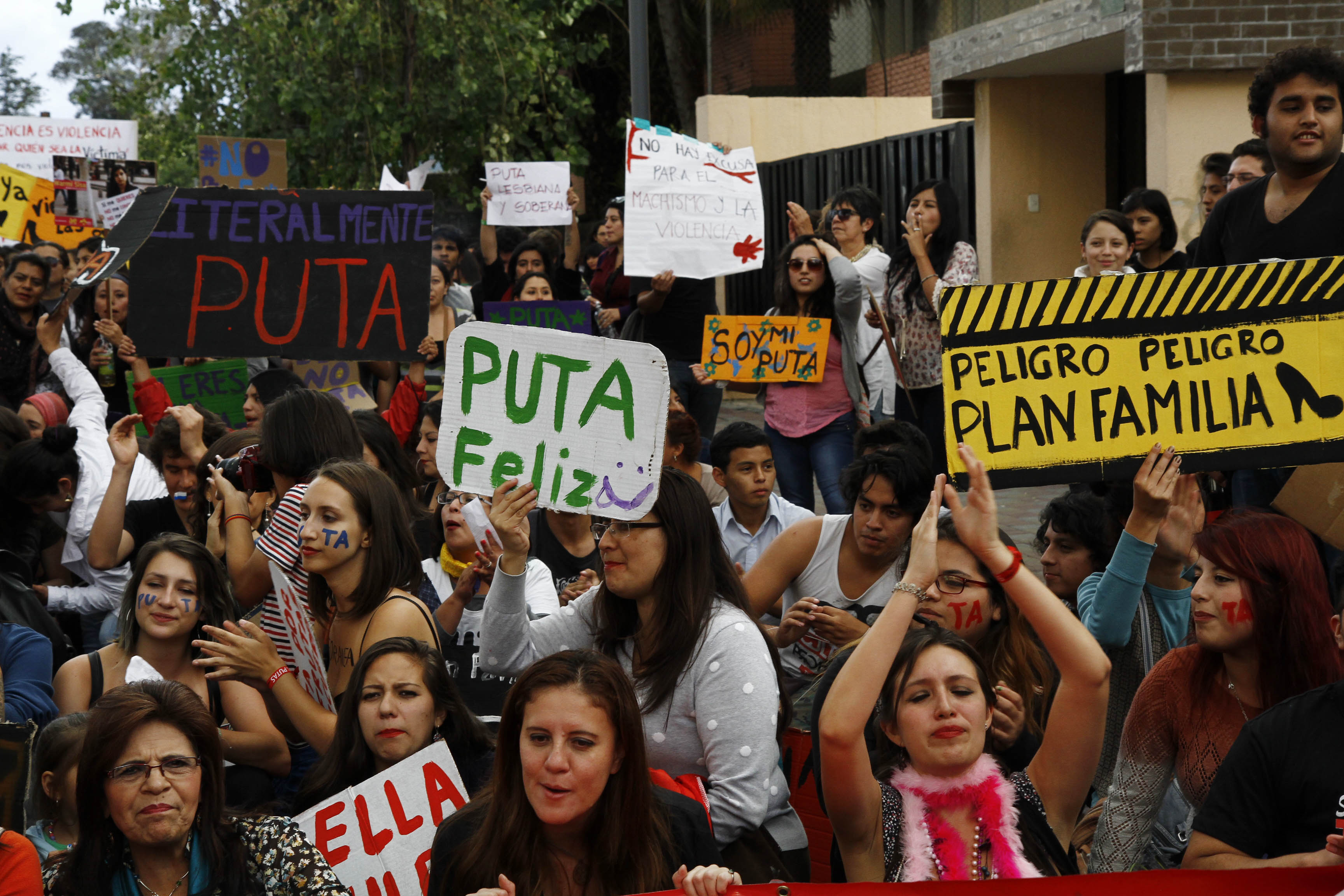
SlutWalk a Quito, 2015

Recentment, el debat sobre l'ús de la paraula «puta» ha sorgit dins del propi moviment SlutWalk. Els organitzadors de la SlutWalk a Nova York «han pres la decisió de retirar-se del moviment a causa del seu nom». A Vancouver, els organitzadors van decidir cancel·lar la marxa i tenir una discussió, i es va celebrar un debat per determinar un nom diferent. Dels quatre noms suggerits (Slutwalk, End the Shame, Yes Means Yes i Shame Stop), SlutWalk es va mantenir com el nom favorit, encara que la meitat dels votants havien votat contra aquest nom. La SlutWalk a Filadèlfia va renovar la protesta com «Una marxa per acabar la cultura de la violació» per tenir en compte les preocupacions sobre la inclusivitat.

### Promoció de la cultura sexual
L'antiga parlamentària conservadora britànica Louise Mensch ha denunciat a la SlutWalk «pel fet que fomenta la promiscuïtat», que diu que «és perjudicial». També va afegir que «la promiscuïtat no és el mateix que la igualtat».
De fet, la inclusió de la «insígnia del Partit del Sexe» ha estat criticada a Brisbane, on va dir una supervivent de violació «estan promovent el positivisme sexual, que personalment no tinc cap problema, però moltes supervivents d'una violació ens troben en etapes diferents».
Guy Rundle ha contrastat la SlutWalk amb les protestes de Reclaim the Night, afirmant que «es van resistir a l'extracció cultural profunda per convertir les dones en objectes i no en súbdits, per estar constituïdes per la mirada masculina… no hi havia manera de veure Reclaim The Night i sentir-se o ser un voyeur». En el pitjor, s'ha dit que «la SlutWalkers ha interioritzat el seu abús» i «la SlutWalk és la pornificació de la protesta».

### Cultura legal
El moviment es va adonar que (pel que fa a la violació) mentre expressament promovia les virtuts de la sexualitat femenina, la SlutWalk se situa en la convergència de les normes anti-violació i pro-sexe. Tanmateix, l'objectiu de la protesta és només la cultura de la violació, deixant la llei i la teoria jurídica fora de les demandes específiques. Es veu que aquesta omissió subestima el paper de la llei, ja que el delicte de violació tradicionalment construeix la sexualitat femenina de manera incompatible amb l'ordre del dia de les agències. Un estudiant va resumir que «les dones no poden reclamar la sexualitat, tal com diu SlutWalk, sense tenir en compte la violació».

### Respostes artístiques
El 2014, l'artista Wendy Coburn va presentar Slut Nation: Anatomy of a Protest, un documental de vídeo del primer Slutwalk, com a part de la seva exposició Anatomy of a Protest a Toronto. El documental va mostrar la implicació dels agents provocadors de la policia durant la protesta inicial, i va examinar el paper de les crítiques com a eines a favor i en contra dels manifestants.